# Železniční trať Praha–Turnov
Železniční trať Praha–Turnov (v jízdním řádu pro cestující označená čísly 070 a 071) spojuje hlavní město Praha se severočeským Turnovem přes Neratovice a Mladou Boleslav. Trať je úsekem celostátní dráhy, mimo pražský železniční uzel (počínaje stanicí Praha-Vysočany) je jednokolejná a neelektrizovaná. V úseku mezi výhybnou Skály a stanicí Praha-Vysočany mohou vlaky využívat alternativně i  traťové koleje souběžně vedené trati Kolín – Lysá nad Labem – Praha.
Úsek Praha – Turnov je součástí systému Pražské integrované dopravy a vlaky zde jezdí v systému příměstské železnice Esko, osobní vlaky jsou značeny jako linka S3, rychlíky jako linka R21.

## Historie

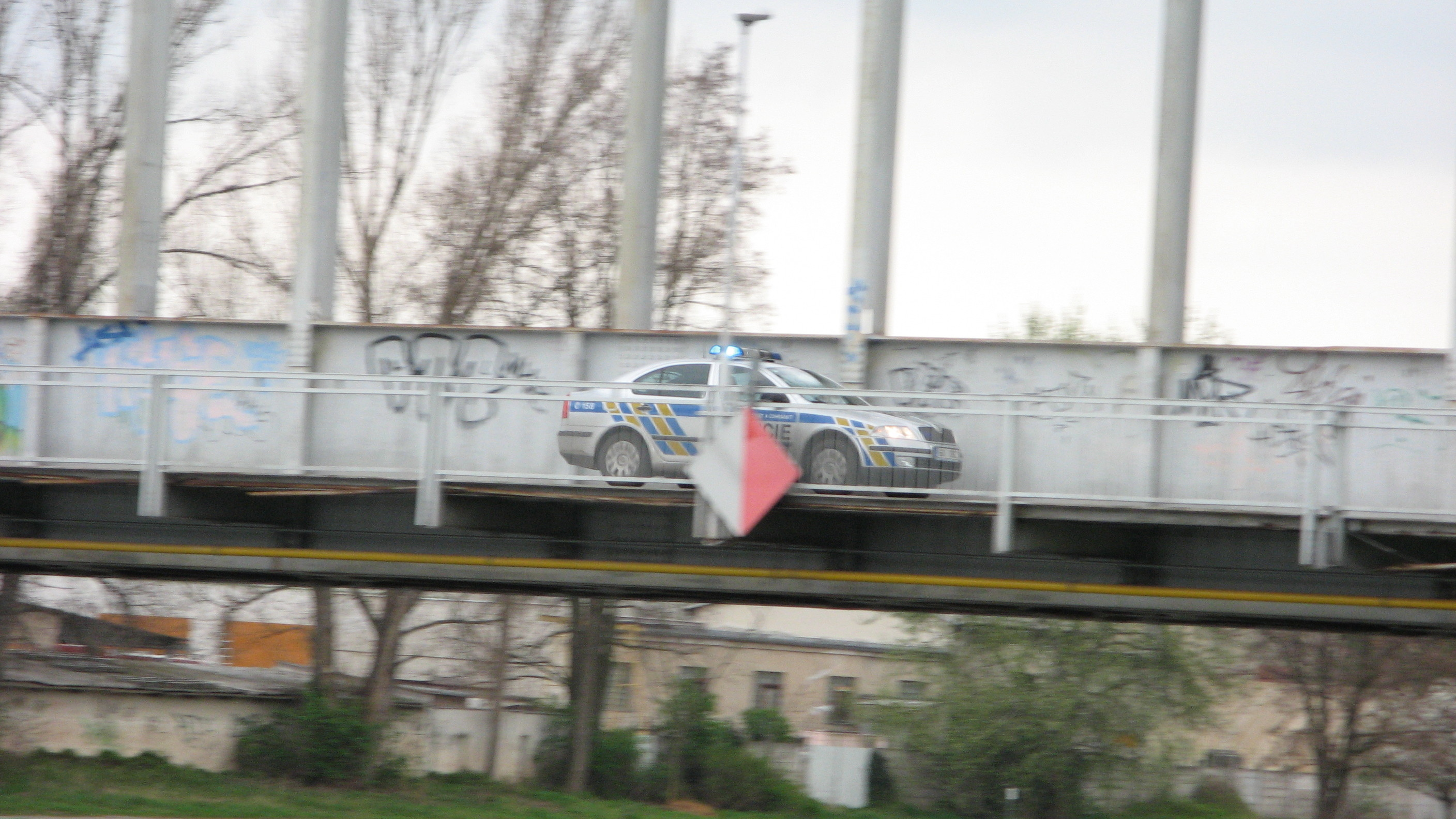
Policejní vůz jedoucí ke srážce přejíždí pěší lávku, která je součástí železniční ho mostu u Neratovic

Úsek Neratovice–Turnov otevřela soukromá společnost Turnovsko-kralupsko-pražská dráha (TKPE) roku 1865]. O stavbě se však poprvé vážně jednalo již roku 1856 během stavby trati mezi Pardubicemi a Libercem. Přes rozdílné názory účastníků jednání se brzy podařilo najít shodu na tom, kudy by měla trať vést. Po dlouhou dobu se ale nedařilo najít realizátora stavby. Nakonec se účastníci jednání sami rozhodli požádat o koncesi, která jim byla záhy udělena, a byla pak založena výše zmíněná firma. Krátce po zahájení provozu byla doprava na dva měsíce zastavena prusko-rakouskou válkou, kvůli níž bylo zařízení tratě dokonce částečně demontováno. Po válce stát železniční firmě škody nahradil.
Na spojce mezi Neratovicemi a pražským hlavním nádražím byl zahájen provoz v roce 1872. Na pražském nádraží měla společnost umístěné velké depo, po kterém dnes nezůstala ani stopa. Toto nádraží (které se tehdy jmenovalo Nádraží Františka Josefa) měla společné s Dráhou císaře Františka Josefa, která sem stavěla svou trať od Vídně ve stejné době. Roku 1883 TKPE fúzovala s majetkově propojenou společností Česká severní dráha (BNB). Roku 1908 převzal provoz na trati stát. Roku 1928 byla elektrizována část do Prahy-Vysočan stejnosměrnou napájecí soustavou 1,5 kV, která byla roku 1962 přepojena na současnou soustavu 3 kV. V roce 1949 byla vybudována přeložka tratě u Čakovic. Podstatnou změnou za poslední dobu bylo otevření tratí Nového spojení v rámci přestavby pražského železničního uzlu s novou možností přímé jízdy z Vysočan na Masarykovo nádraží.

### Srážka u Mlékojed
8. dubna 2017 v podvečer srazil osobní vlak u Mlékojed před Neratovicemi dvě nezletilé dívky. Podle očitých svědků šlo o společnou sebevraždu, dívky předtím seděly na kolejích, když přijel vlak, šly přímo proti němu, motiv sebevraždy není znám. Na místě zasahovala policie, hasiči a záchranka včetně vrtulníku, nicméně dívky zemřely.

## Provoz na trati
| Období jízdního řádu                                                           | Číslo tratě a celkový rozsah tratě         | Počet vlaků (v části tratě)                                                                                                 |
| ------------------------------------------------------------------------------ | ------------------------------------------ | --- |
| 1900                                                                           | 29 Praha – Bakov – Turnov                  | 1 R + 4 Os Praha – Všetaty-Přívory, 1 R + 3 Os Všetaty-Přívory – Mladá Boleslav, 1 R + 4 Os Mladá Boleslav – Turnov         |
| 1921 léto                                                                      | 121a Praha – Mělník                        | 4 R + 8 Os + 1 Sm Praha – Všetaty-Přívory                                                                                   |
| 1921 léto                                                                      | 142 Praha – Liberec – Seidenberg (Zavidov) | 3 R + 3 Os + 2 Sm Všetaty-Přívory – Mladá Boleslav, 3 R + 5 Os Mladá Boleslav – Bakov, 3 R + 6 Os Bakov – Turnov            |
| 1928/29 zima                                                                   | 74a Praha – Mělník                         | 4 R + 13 0s Praha – Všetaty                                                                                                 |
| 1928/29 zima                                                                   | 116 Praha – Všetaty – Liberec – Seidenberg | 2 R + 7 Os Všetaty – Mladá Boleslav, 2 R + 9 Os Mladá Boleslav – Turnov                                                     |
| 1937/38 zima                                                                   | 110a Praha – Všetaty                       | 3 R + 14 Os |
| 1937/38 zima                                                                   | 111 Praha – Všetaty – Liberec – Seidenberg | 3 R + 7 Os Všetaty – 9 Os                                                                                                   |
| 1944/45                                                                        | 505b Praha – Všetaty                       | 1 R + 11 Os |
| 1944/45                                                                        | 505 (Praha –) Všetaty – Turnov             | 1 R + 6 Os Všetaty – Mladá Boleslav, 2 R + 7 Os Mladá Boleslav – Turnov                                                     |
| 1945/46                                                                        | 6a Praha – Všetaty                         | 3 R + 12 Os |
| 1945/46                                                                        | 6 (Praha –) Všetaty – Turnov – Liberec     | 2 R + 6 Os Všetaty – Mladá Boleslav, 2 R + 8 Os Mladá Boleslav – Turnov                                                     |
| 1959/60                                                                        | 7a Praha – Všetaty                         | 4 R + 13 Os |
| 1959/60                                                                        | 7 (Praha –) Všetaty – Turnov – Liberec     | 4 R + 9 Os Všetaty – Turnov                                                                                                 |
| 1988/89                                                                        | 2 R + 15 Os                                | |
| 1988/89                                                                        | 070 (Praha –) Všetaty – Turnov – Liberec   | 2 R + 6 Os Všetaty – Mladá Boleslav, 2 R + 11 Os Mladá Boleslav – Turnov                                                    |
| 2002/03                                                                        | 070 Praha – Turnov                         | 2 R + 1 Sp + 12 Os Praha – Všetaty, 2 R + 1 Sp + 8 Os Všetaty – Mladá Boleslav, 3 R + 1 Sp + 12 Os Mladá Boleslav – Turnov  |
| 2012/13                                                                        | 070 Praha – Turnov                         | 5 R + 1 Sp + 19 Os Praha – Všetaty, 5 R + 1 Sp + 12 Os Všetaty – Mladá Boleslav, 5 R + 1 Sp + 10 Os Mladá Boleslav – Turnov |
| Vysvětlivky R – rychlík, Sp – spěšný vlak, Sm – smíšený vlak, Os – osobní vlak |                                            | |

### Současný provoz

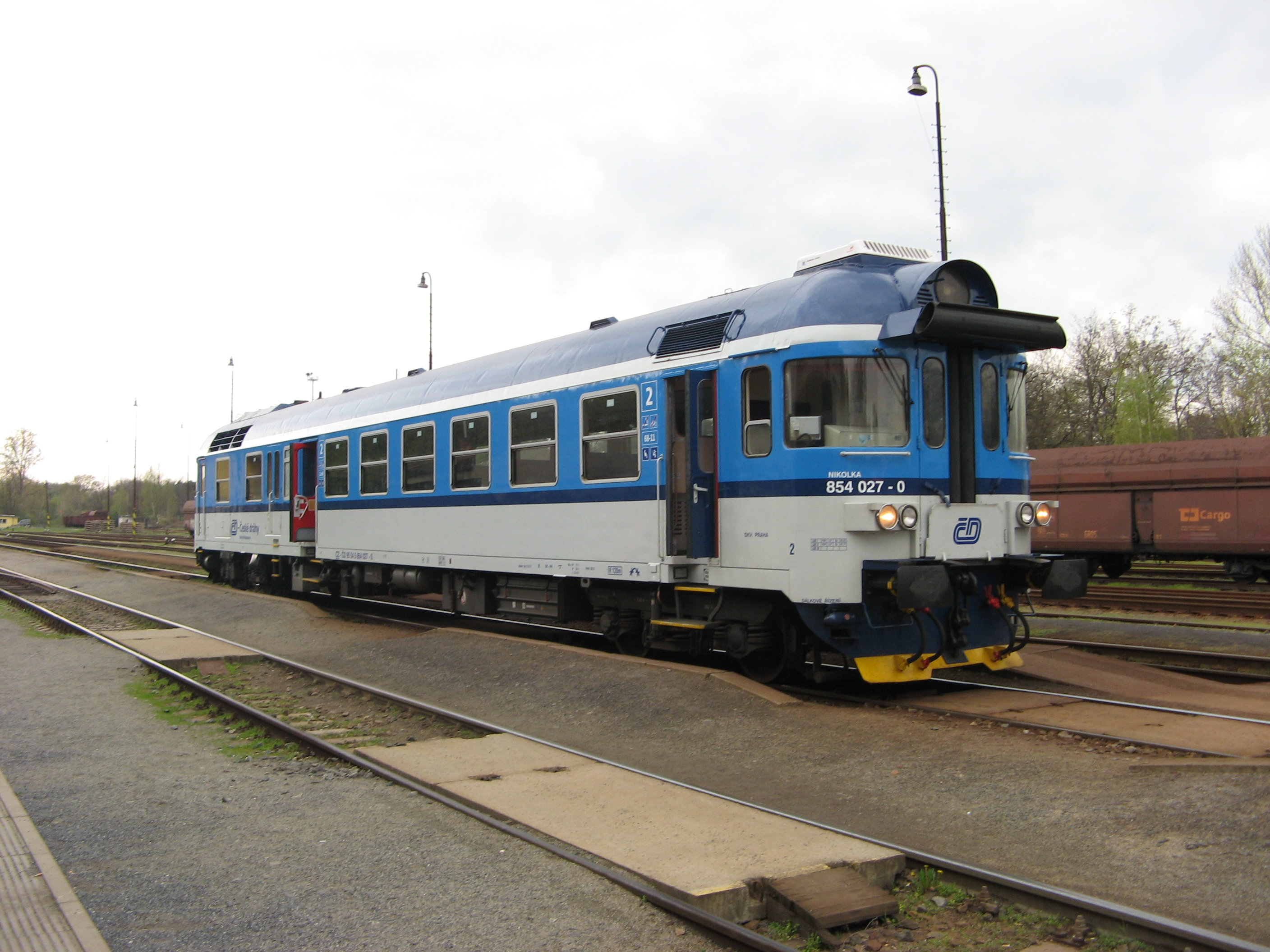
Motorový vůz 854.027 (Nikolka) na osobním vlaku v Neratovicích

Po této trati v současnosti (2022) jezdí osobní vlaky linky S3 Praha Masarykovo nádraží – Všetaty – Mladá Boleslav hl. n., osobní vlaky linky S34 Praha Masarykovo nádraží – Praha-Čakovice společnosti KŽC Doprava, osobní vlaky linky S31 Mladá Boleslav město – Turnov, rychlíky linky R21 Praha hlavní nádraží – Mladá Boleslav hl. n. – Turnov – Tanvald a rychlíky linky R22 Kolín – Mladá Boleslav hl. n. – Bakov nad Jizerou – Rumburk, provozované v pravidelných intervalech. Tyto pravidelné spoje jsou doplněny různými nepravidelně jezdícími spoji – např. osobní vlaky Mladá Boleslav hl. n. – Česká Lípa – Jedlová, osobní vlaky Všetaty – Mladá Boleslav – Mladějov v Čechách, osobní vlaky Mladá Boleslav – Bakov nad Jizerou – Dolní Bousov nebo osobní vlaky Kralupy nad Vltavou – Neratovice – Všetaty.
Mezi nejčastější vozidla jezdící po této trati patří soupravy tažené motorovými vozy 854 (osobní vlaky, spěšné vlaky i rychlíky), motorové jednotky Regionova (osobní vlaky) nebo motorové vozy 810 (osobní vlaky).
Zejména o víkendech zde některé rychlíky tahá lokomotiva 750 (Brejlovec).
Pravidelnou osobní dopravu na trati provozovaly do 30. září 2013 pouze České dráhy. Od 1. října 2013 byly jejich spoje doplněny novými spoji dopravce KŽC Doprava v rámci PID, vedenými v úseku Praha-Čakovice – Praha Masarykovo nádraží v pravidelném hodinovém intervalu. Vlaky jsou vedeny motorovými vozy 810 s přípojnými vozy 010, od prvního čtvrtletí roku 2019 je mají nahradit motorové jednotky 813.1
Od GVD 2019/2020 začal rychlíky linky R21 na trase Praha – Mladá Boleslav – Turnov – Tanvald provozovat dopravce Arriva vlaky, který uspěl ve výběrovém řízení. Na rychlíkovou linku nasazuje jednotky řady 845 s připojením k internetu nebo zásuvkami.

## Stavby
- Stránovský viadukt – železobetonový viadukt v obci Krnsko, kulturní památka Česka.

## Navazující tratě

### Praha hlavní nádraží
- Železniční trať Praha–Kolín
- Železniční trať Praha–Beroun
- Železniční trať Praha – Benešov u Prahy
- Železniční trať Praha–Vraňany–Děčín

### Praha-Vysočany
- Železniční trať Praha – Lysá nad Labem – Kolín

### Neratovice
- Železniční trať Čelákovice–Neratovice
- Železniční trať Neratovice – Kralupy nad Vltavou

### Všetaty
- Železniční trať Lysá nad Labem – Ústí nad Labem

### Chotětov
- zrušená železniční trať Skalsko–Chotětov

### Mladá Boleslav hlavní nádraží
- Železniční trať Mladá Boleslav – Stará Paka
- Železniční trať Nymburk – Mladá Boleslav
- Železniční trať Mladá Boleslav – Mělník

### Bakov nad Jizerou
- Železniční trať Bakov nad Jizerou – Jedlová
- Železniční trať Bakov nad Jizerou – Kopidlno

### Turnov
- Železniční trať Pardubice–Jaroměř–Liberec
- Železniční trať Hradec Králové – Turnov

## Stanice a zastávky

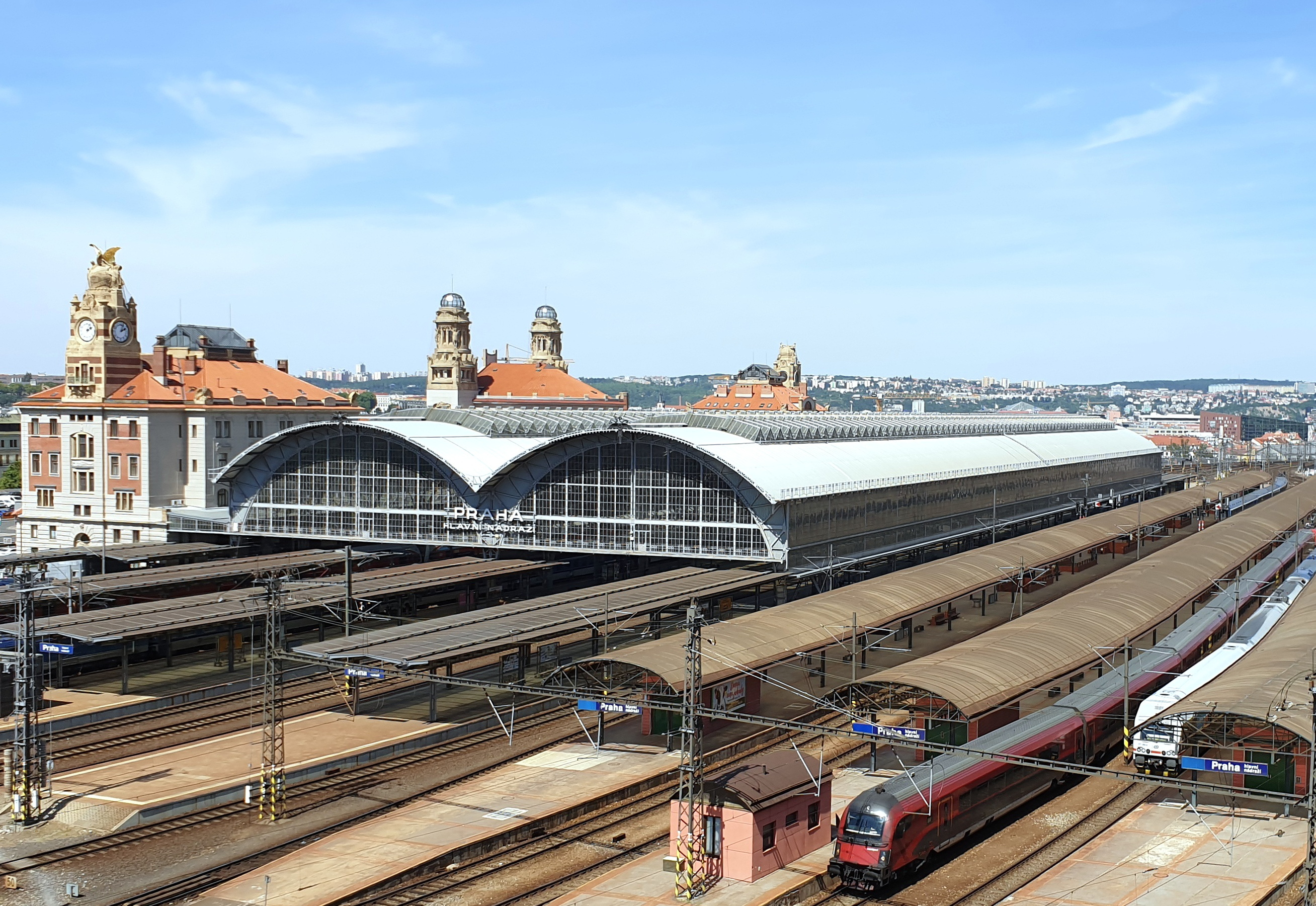
Praha hlavní nádraží
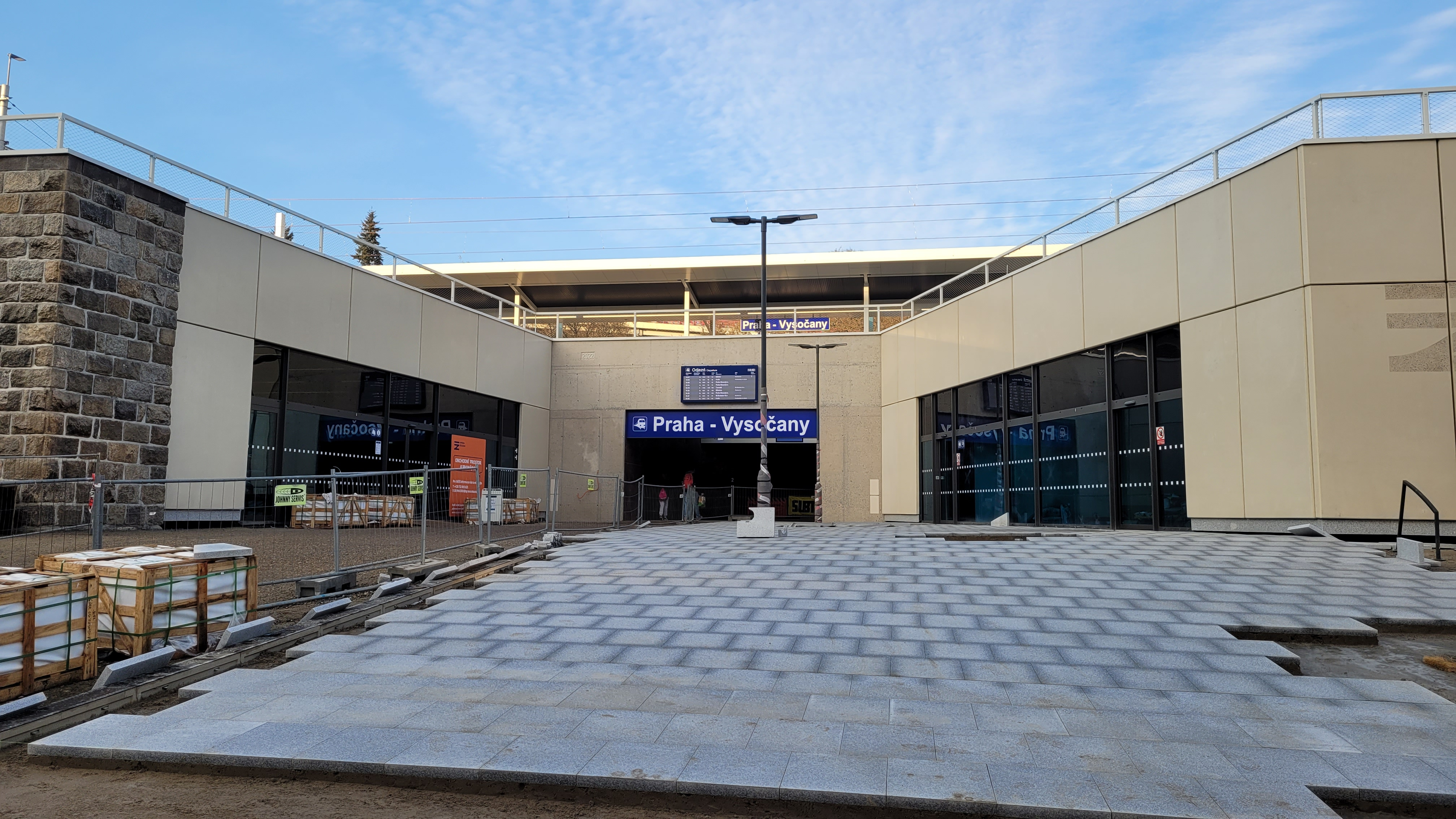
Praha-Vysočany
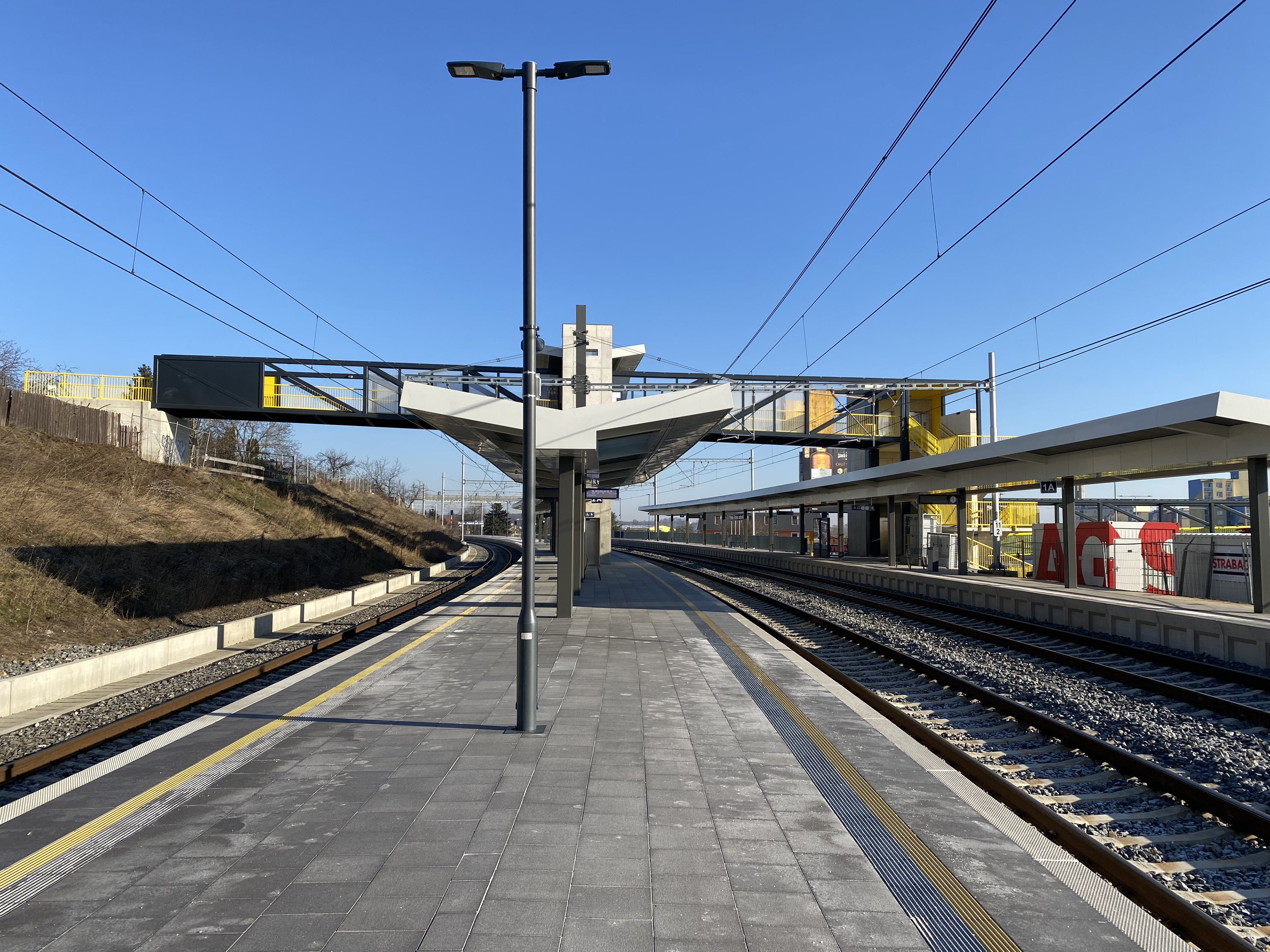
Praha-Rajská zahrada
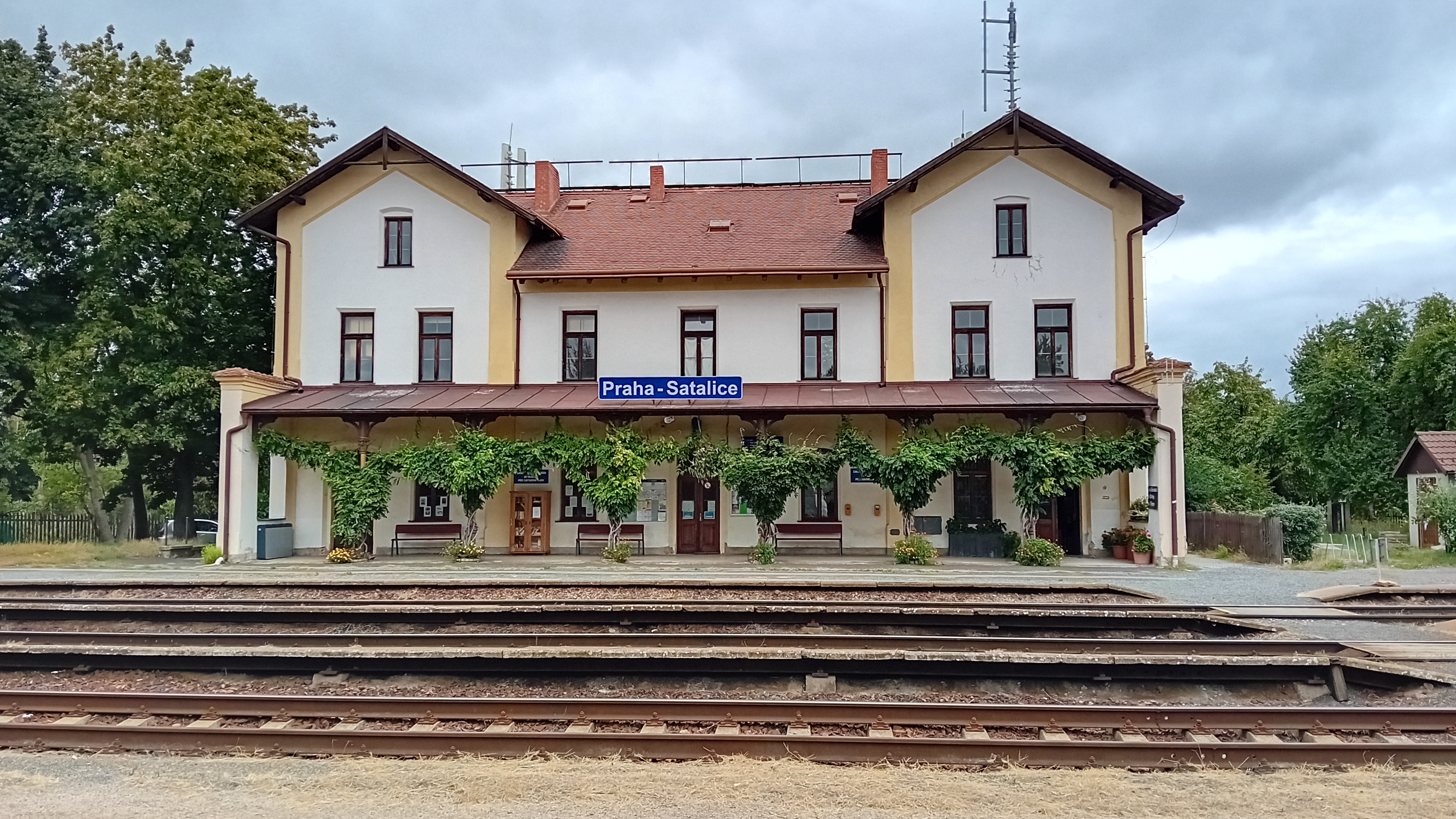
Praha-Satalice
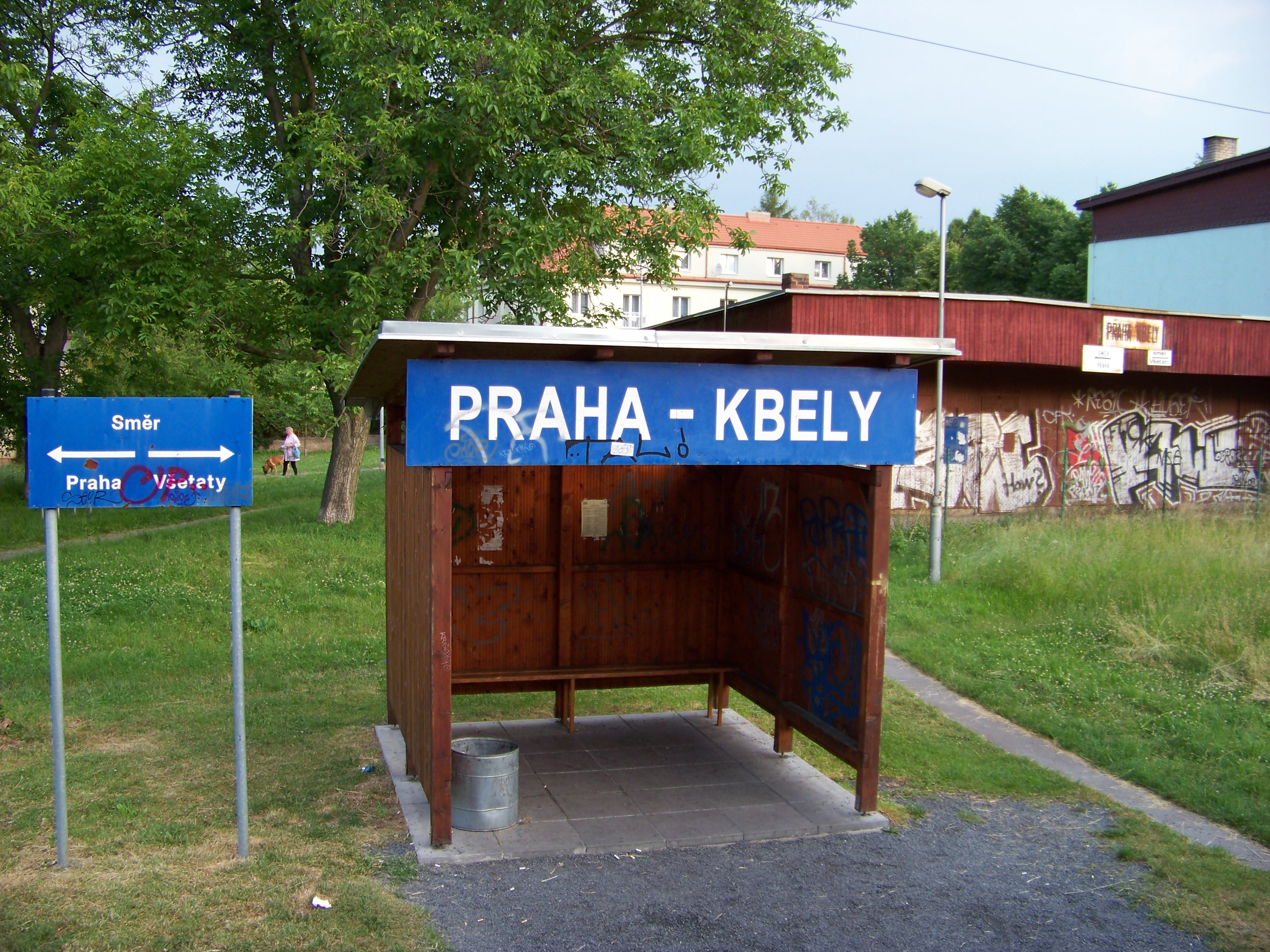
Praha-Kbely
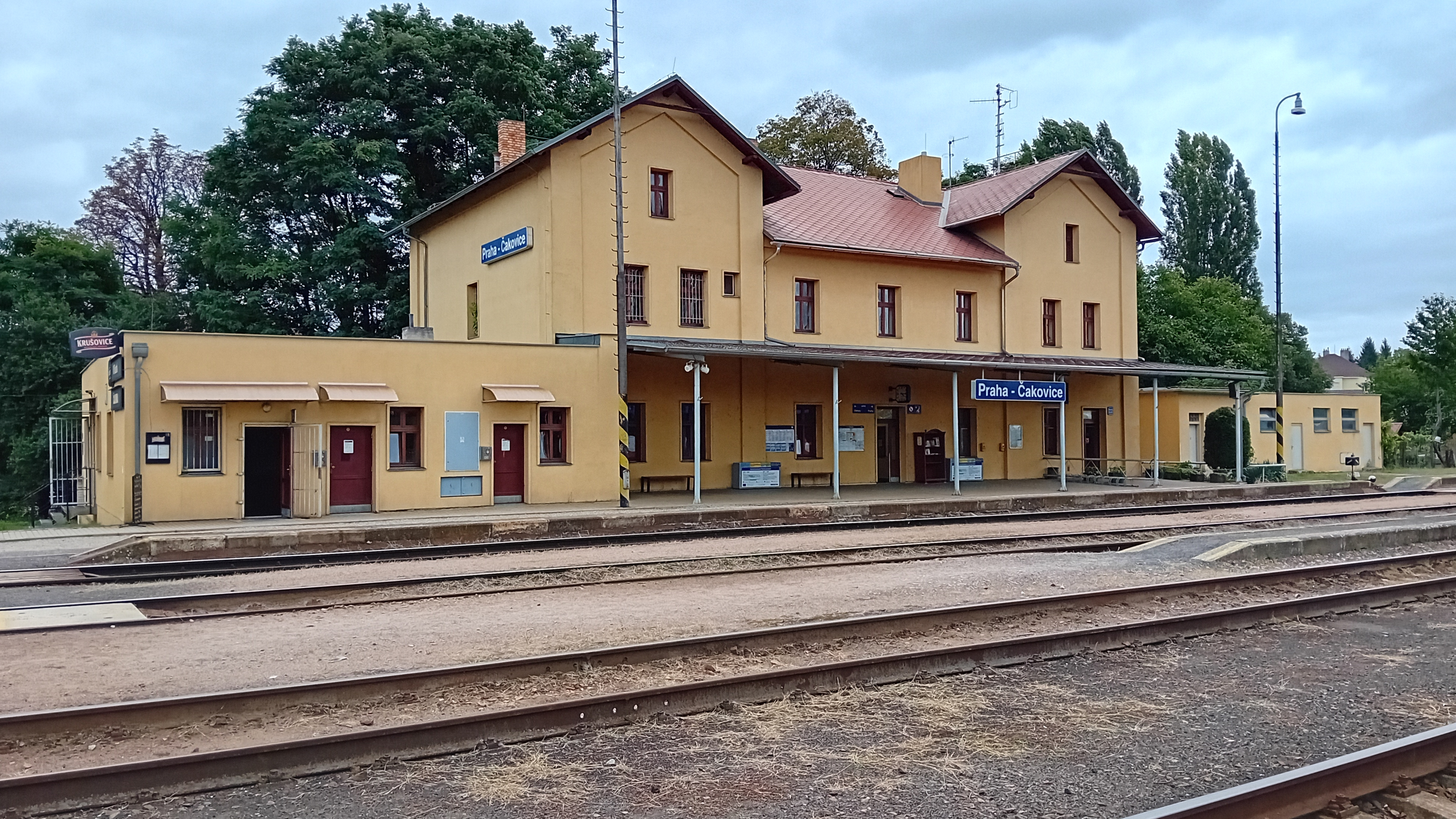
Praha-Čakovice
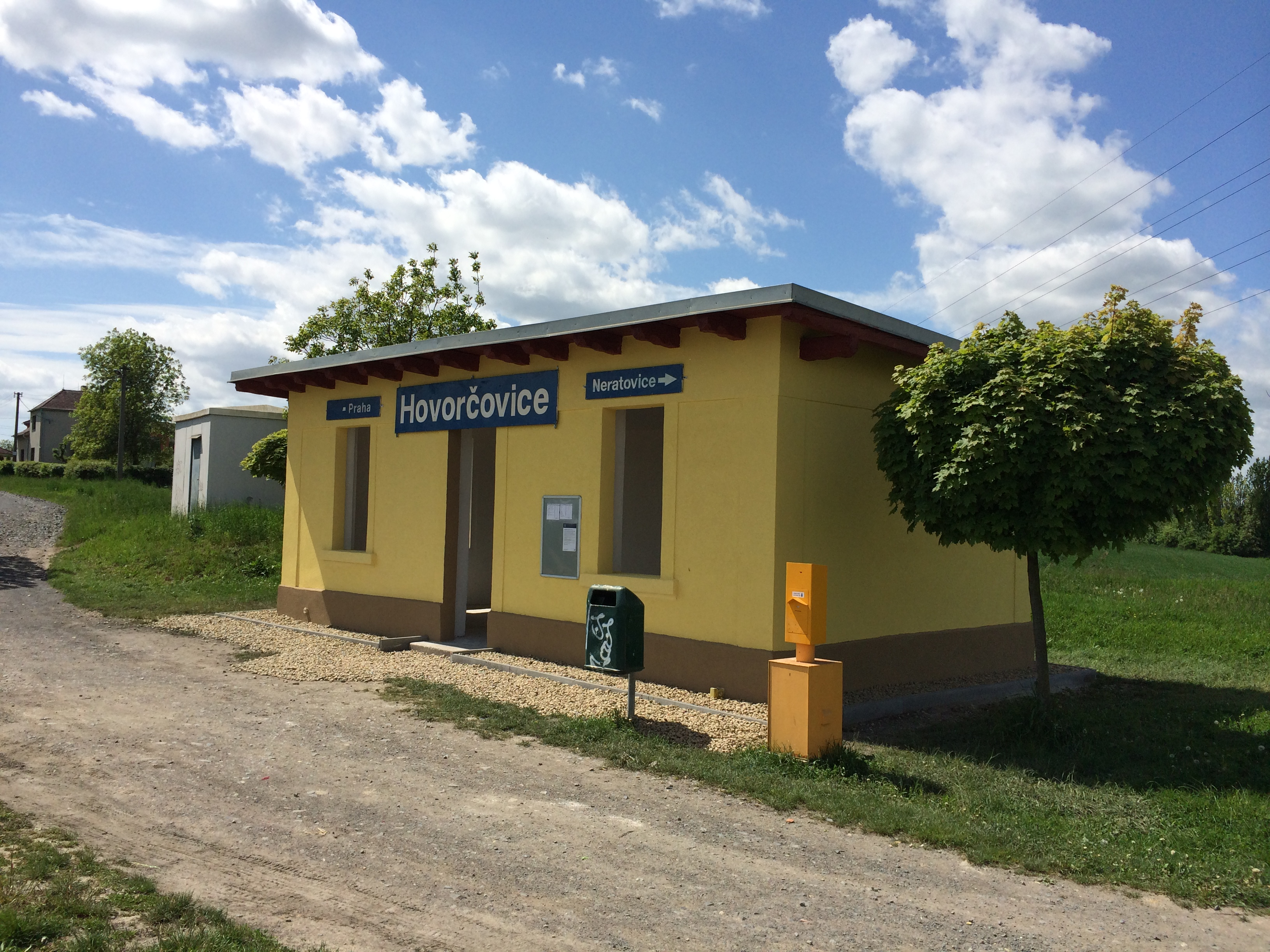
Hovorčovice
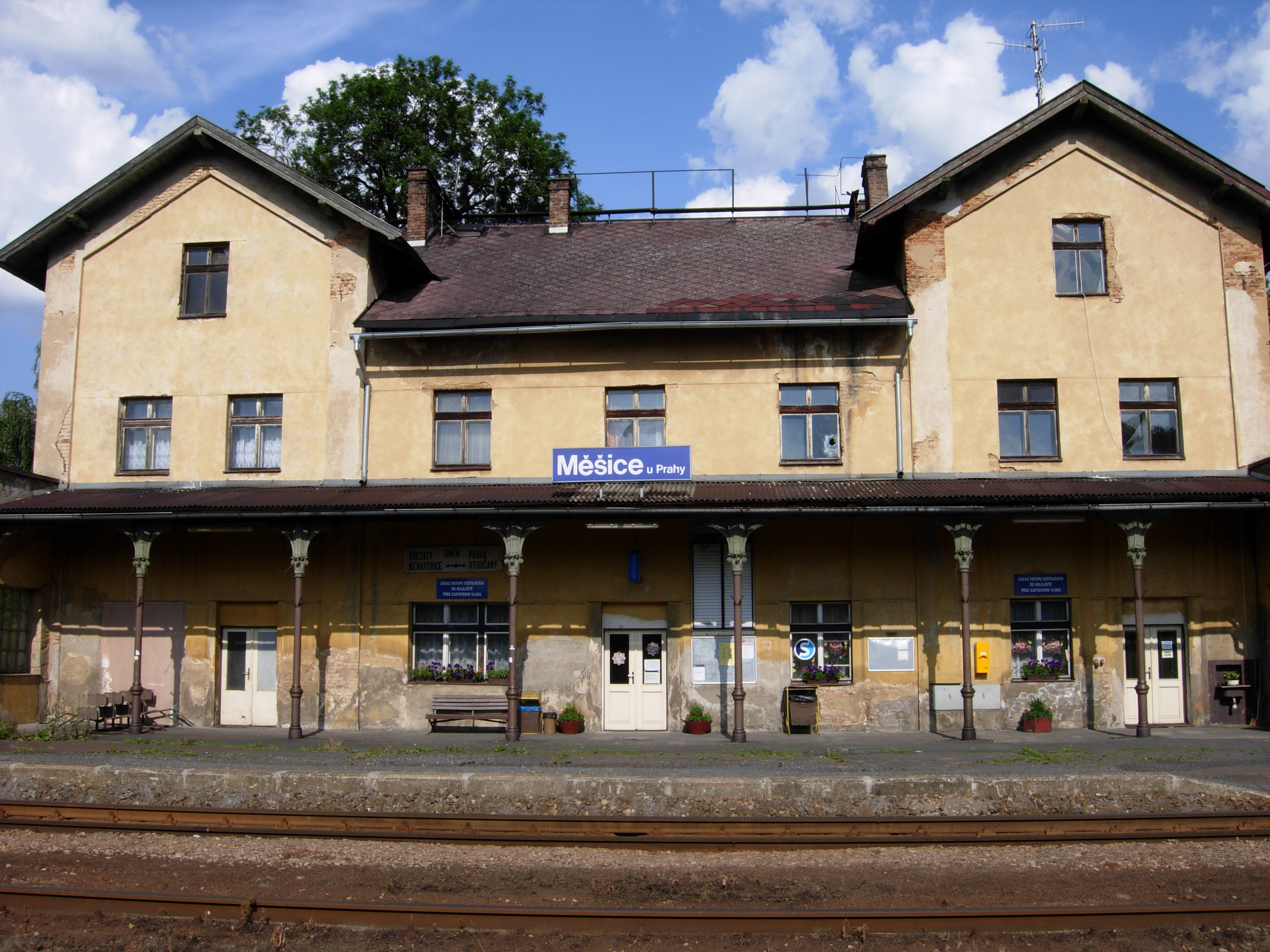
Měšice u Prahy
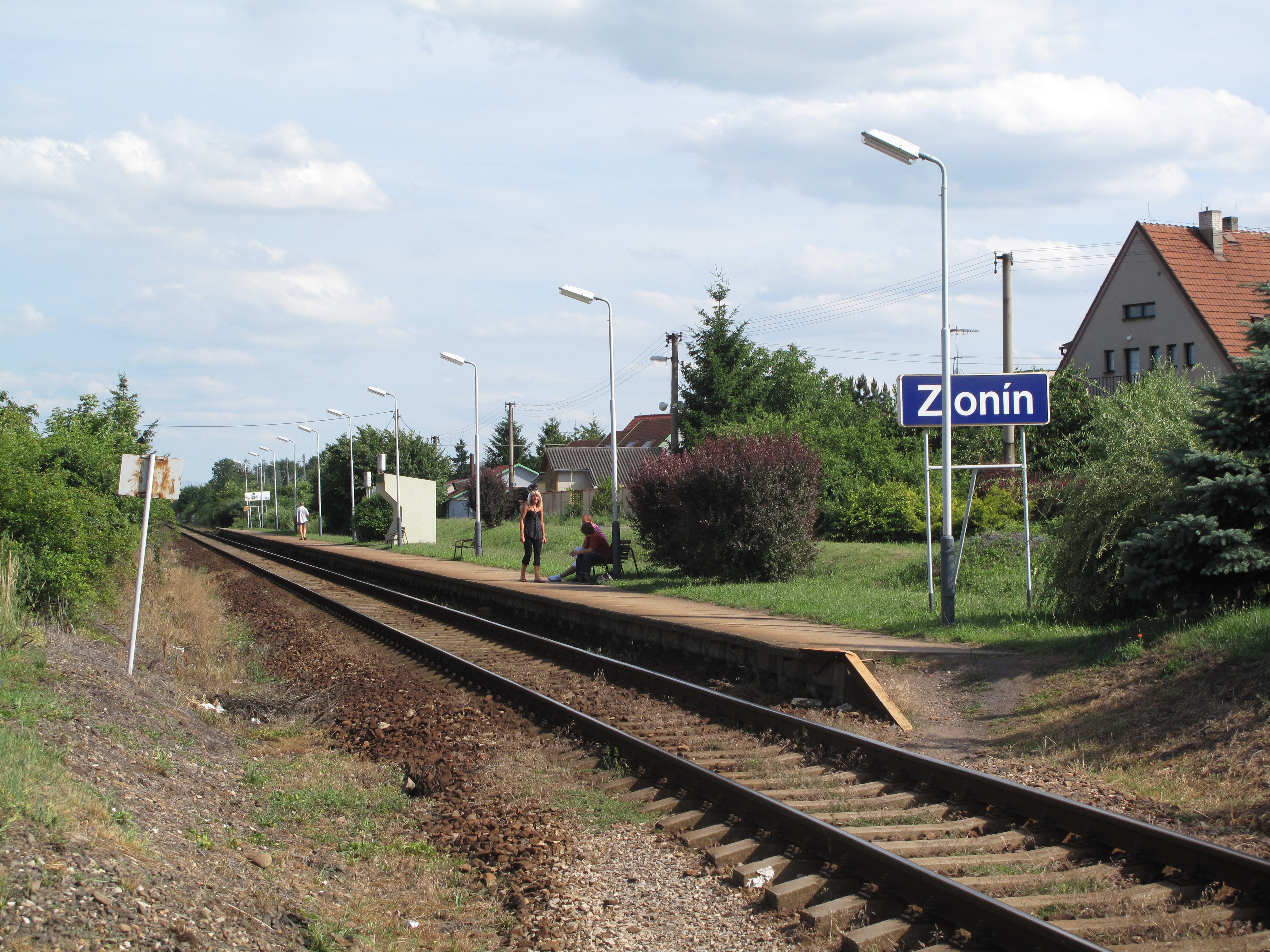
Zlonín
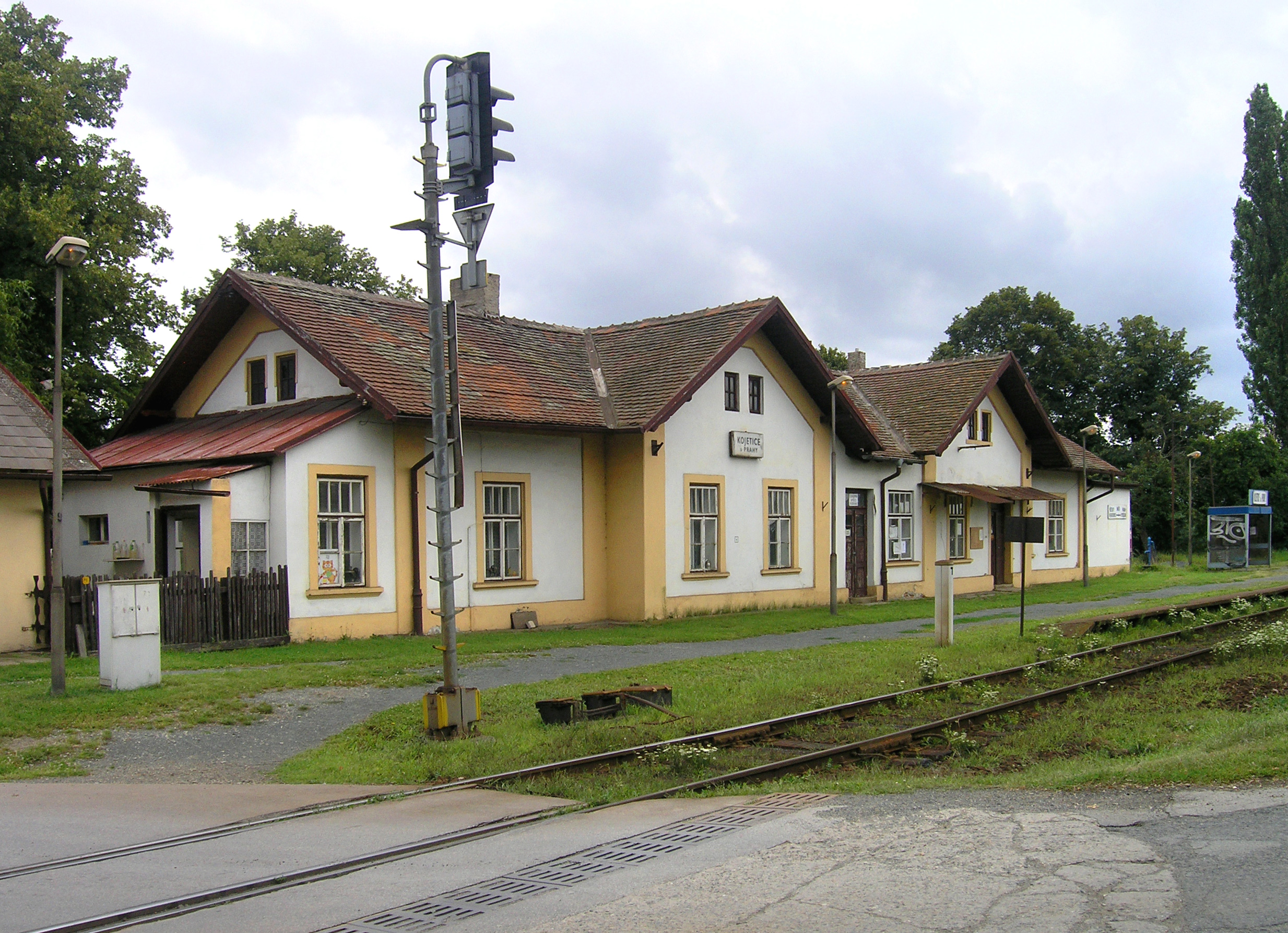
Kojetice u Prahy
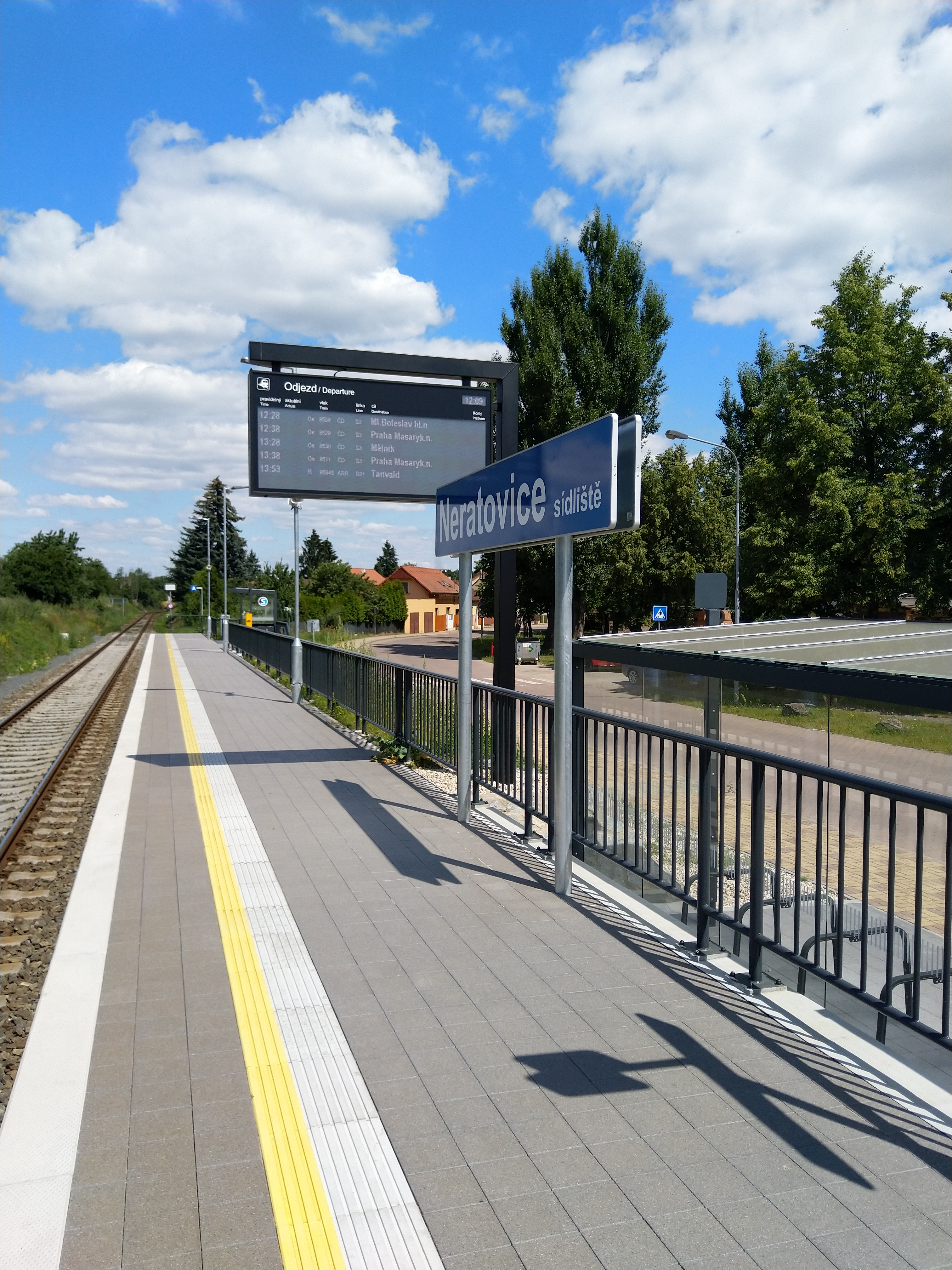
Neratovice sídliště
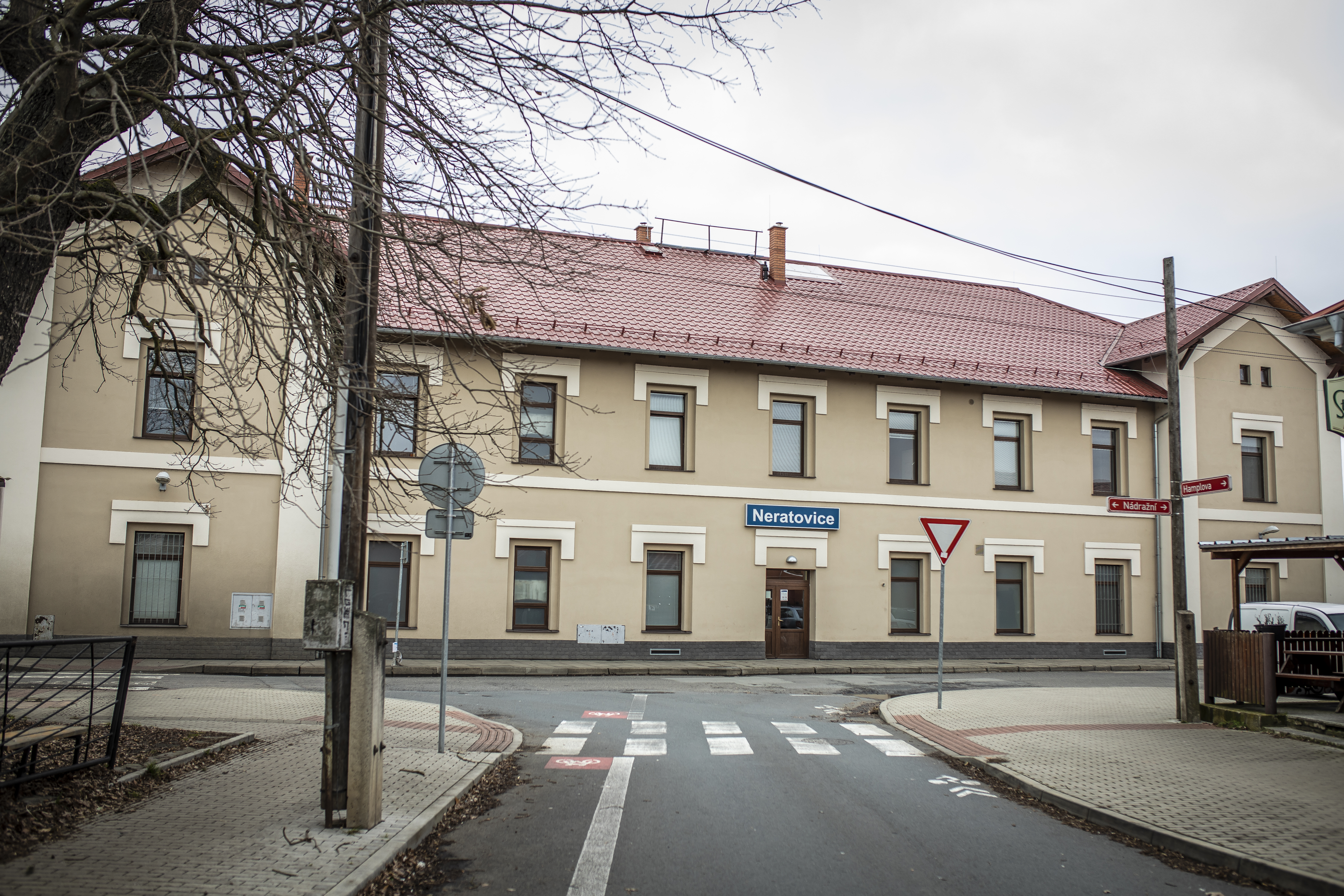
Neratovice
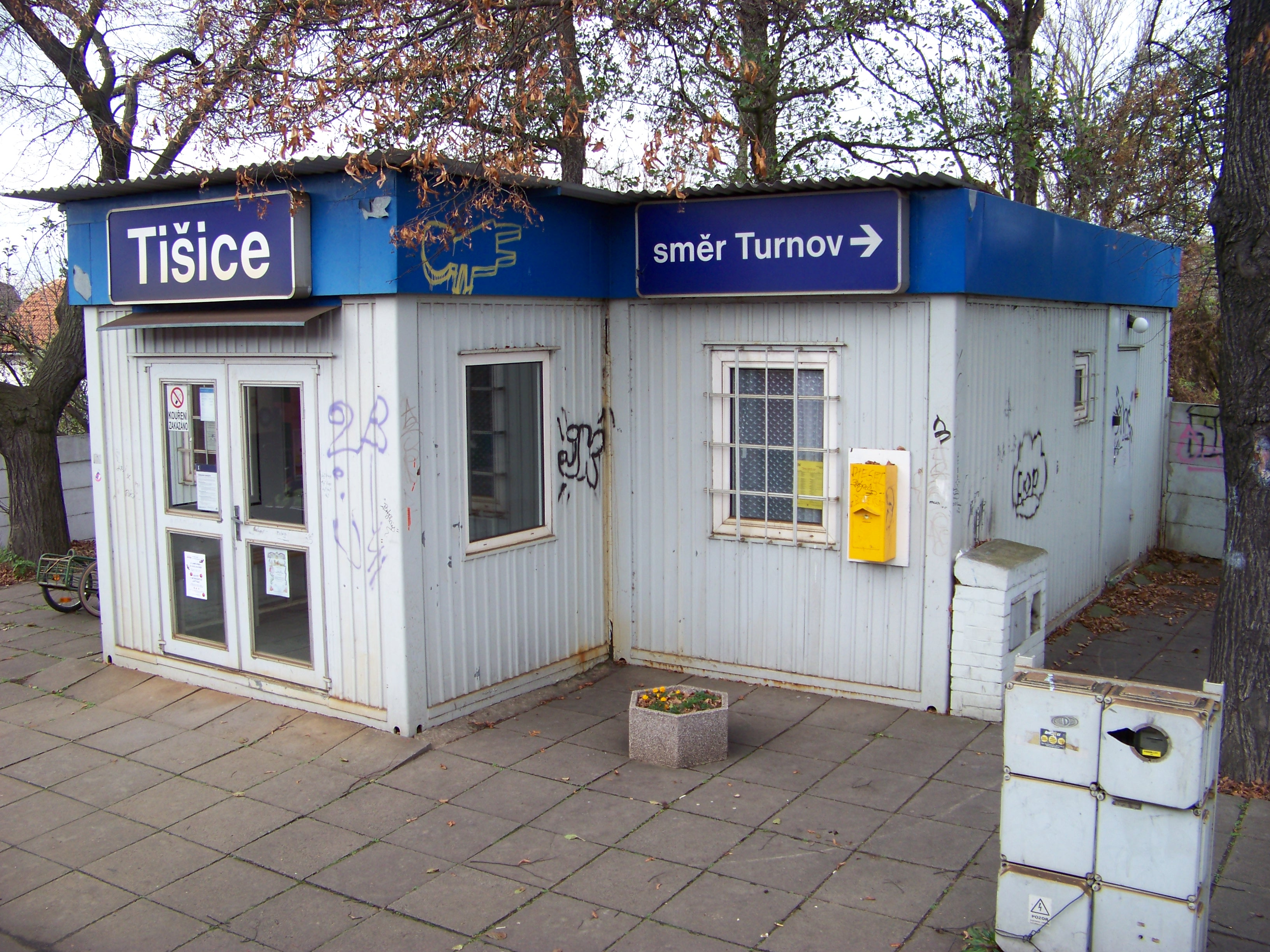
Tišice
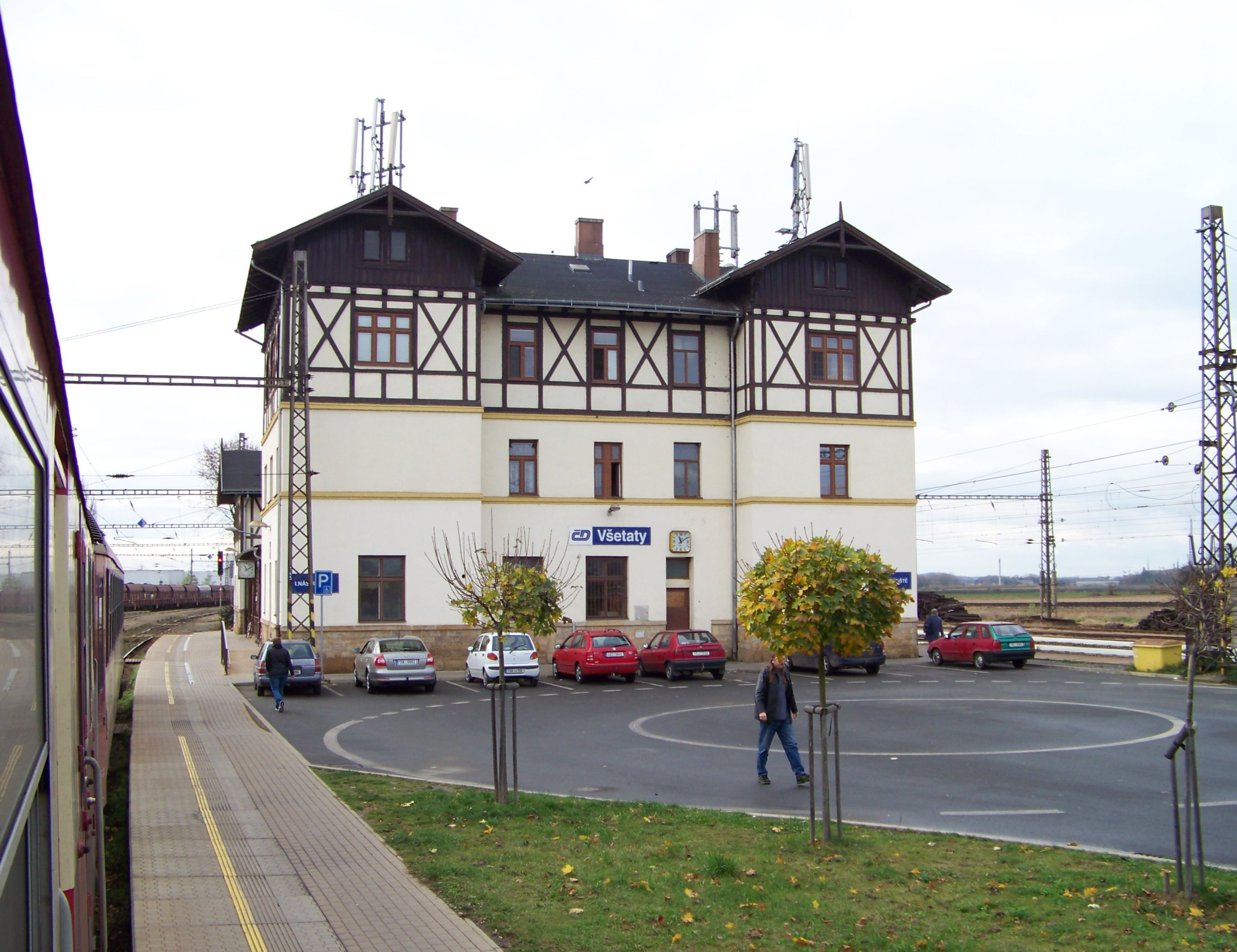
Všetaty
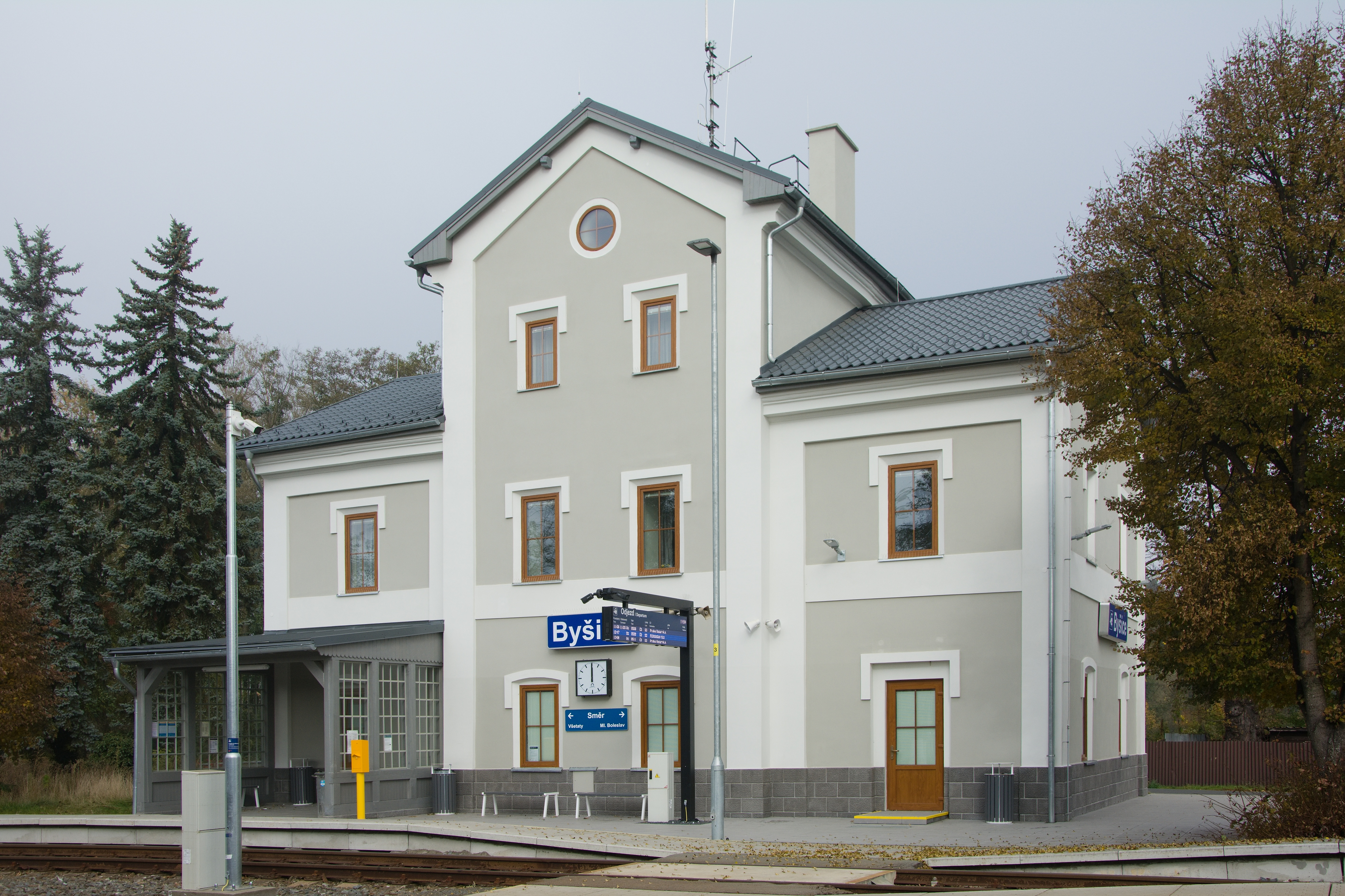
Byšice
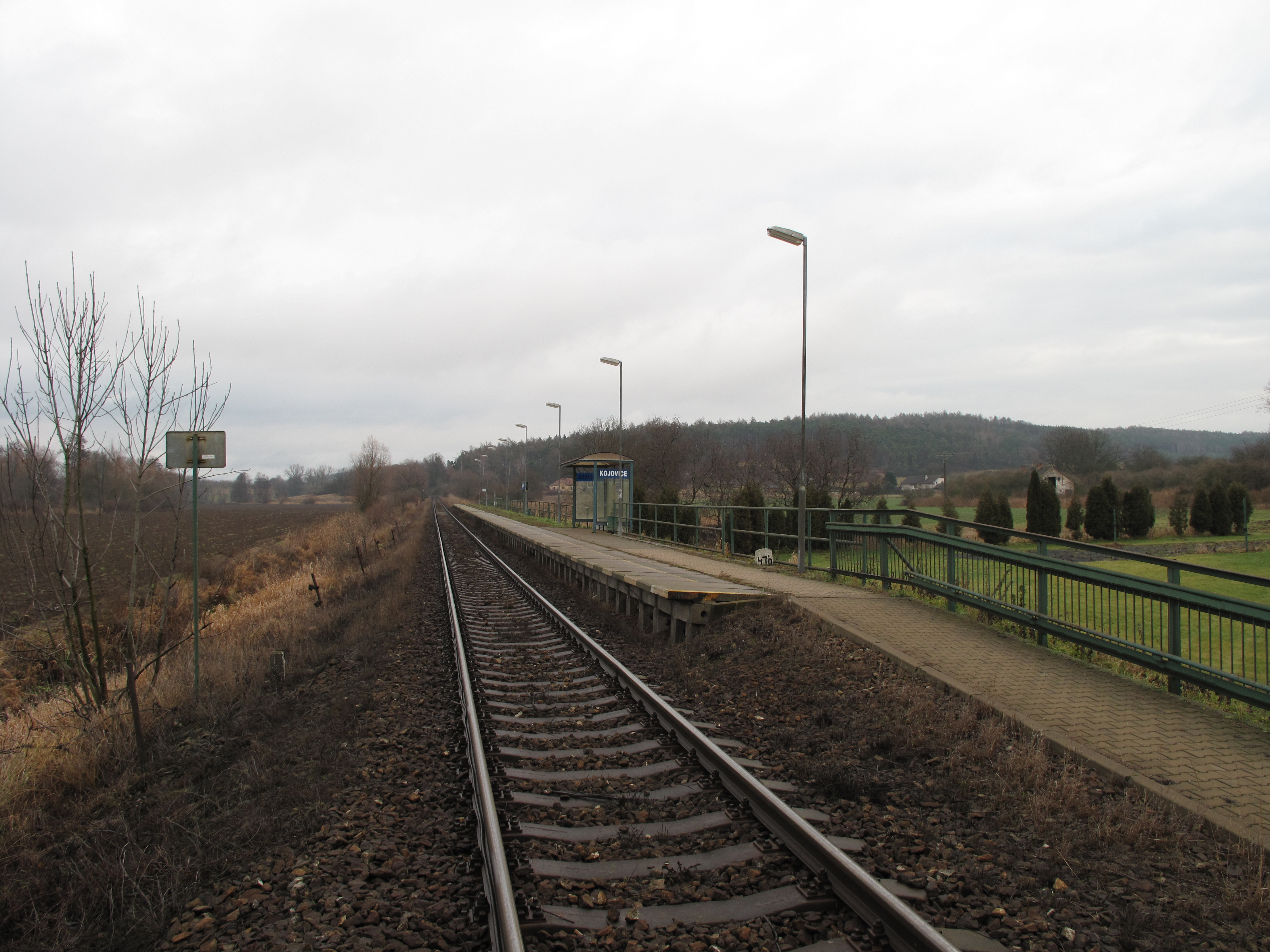
Kojovice
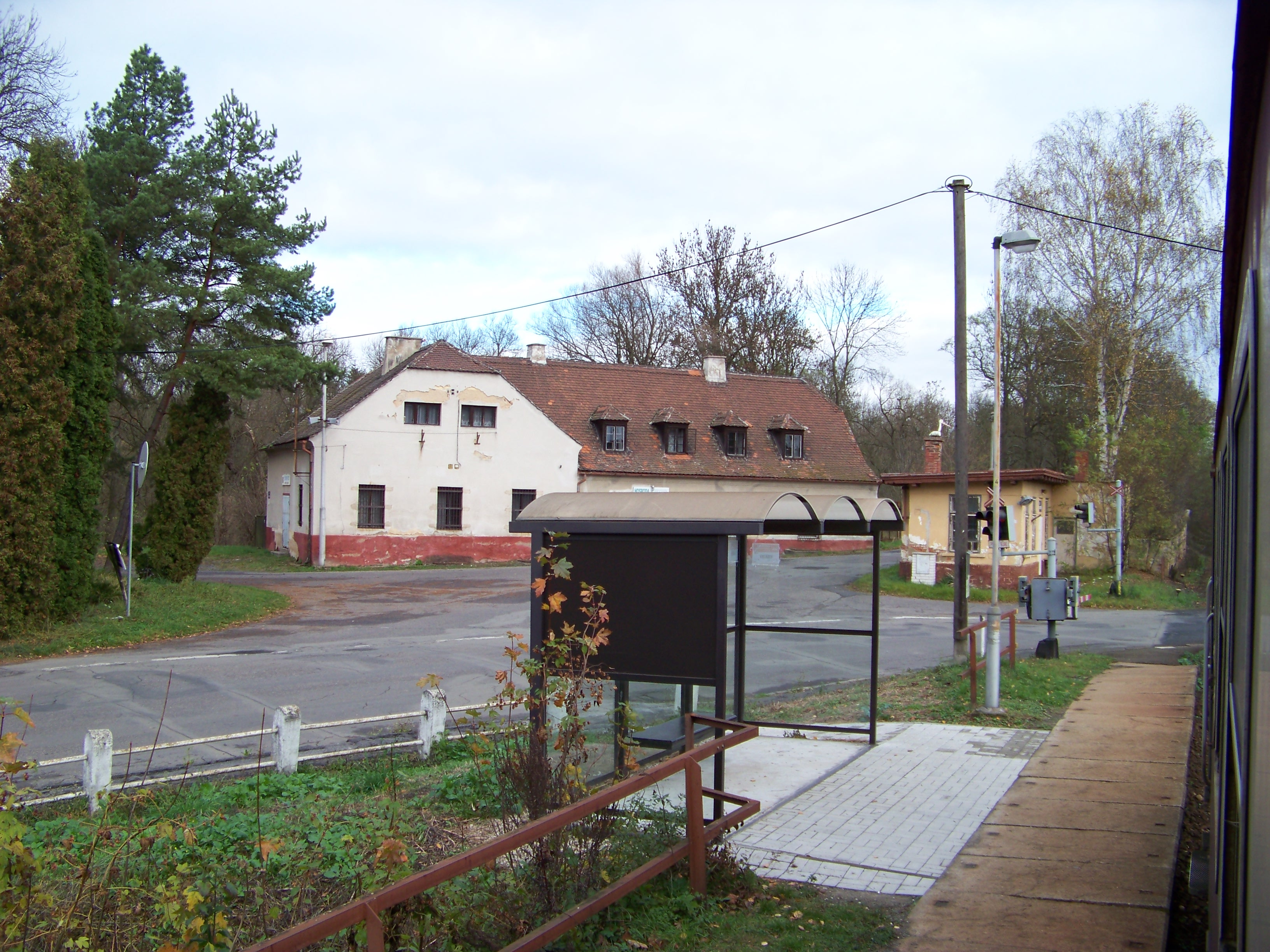
Košátky
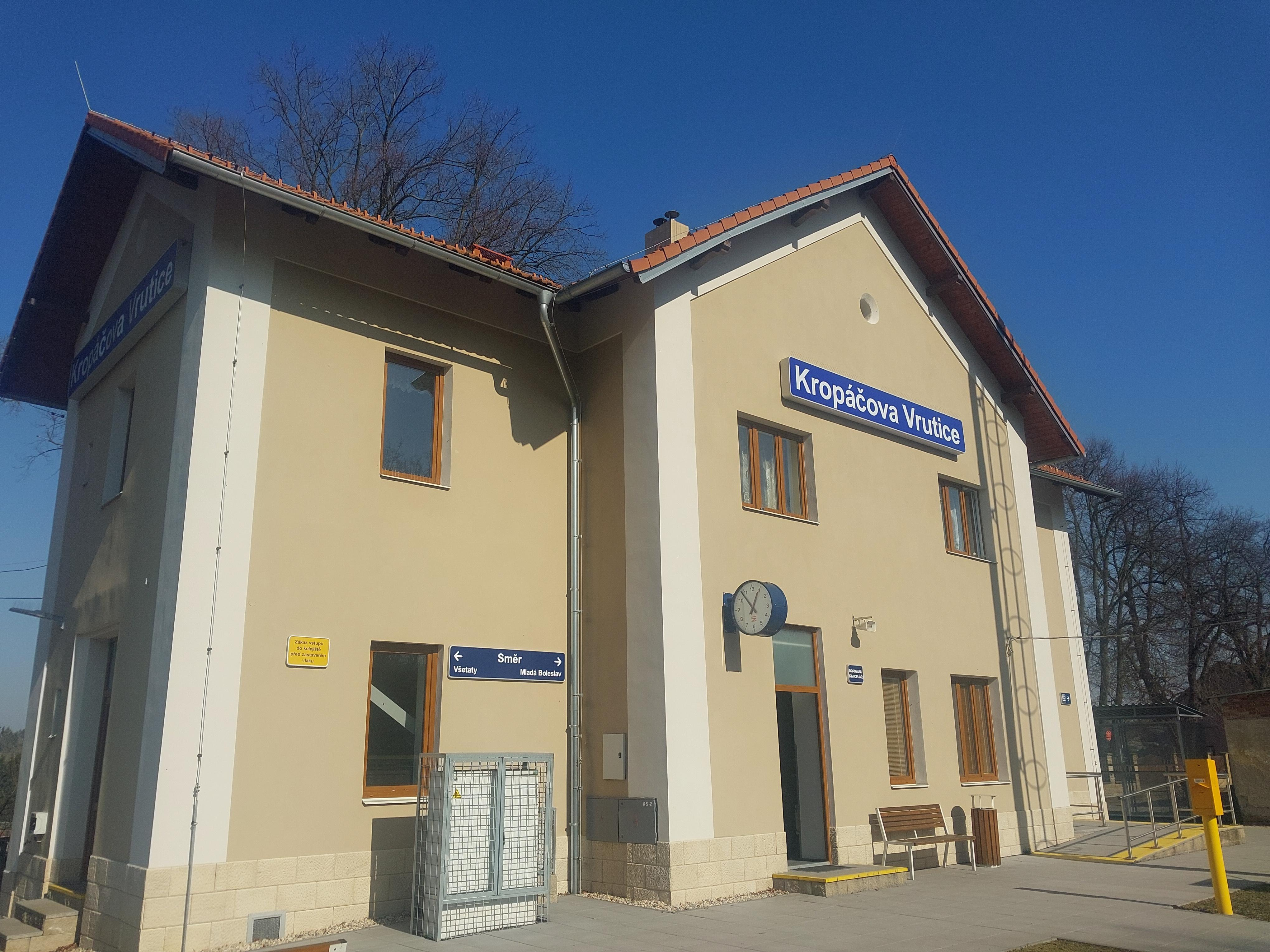
Kropáčova Vrutice
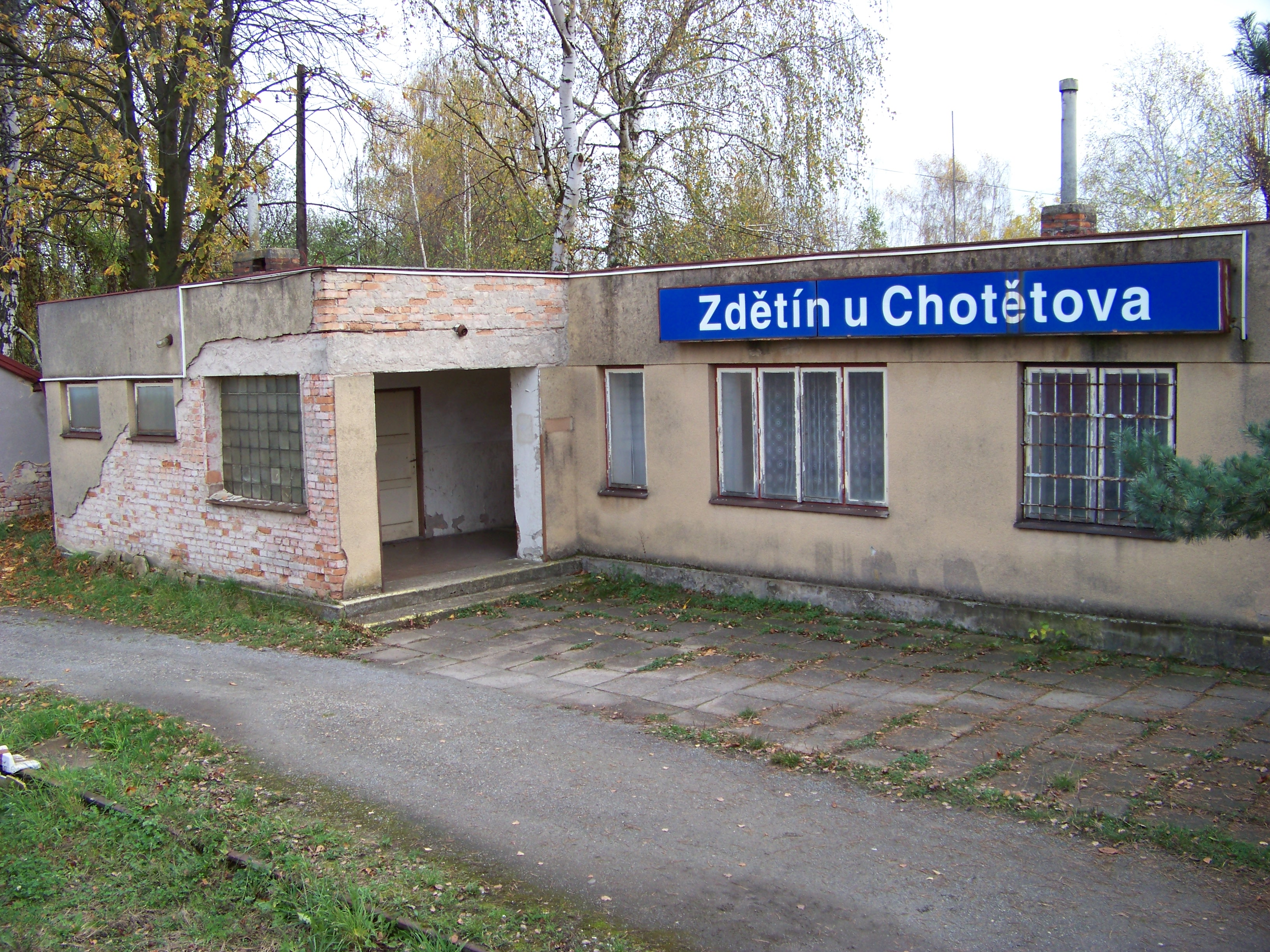
Zdětín u Chotětova
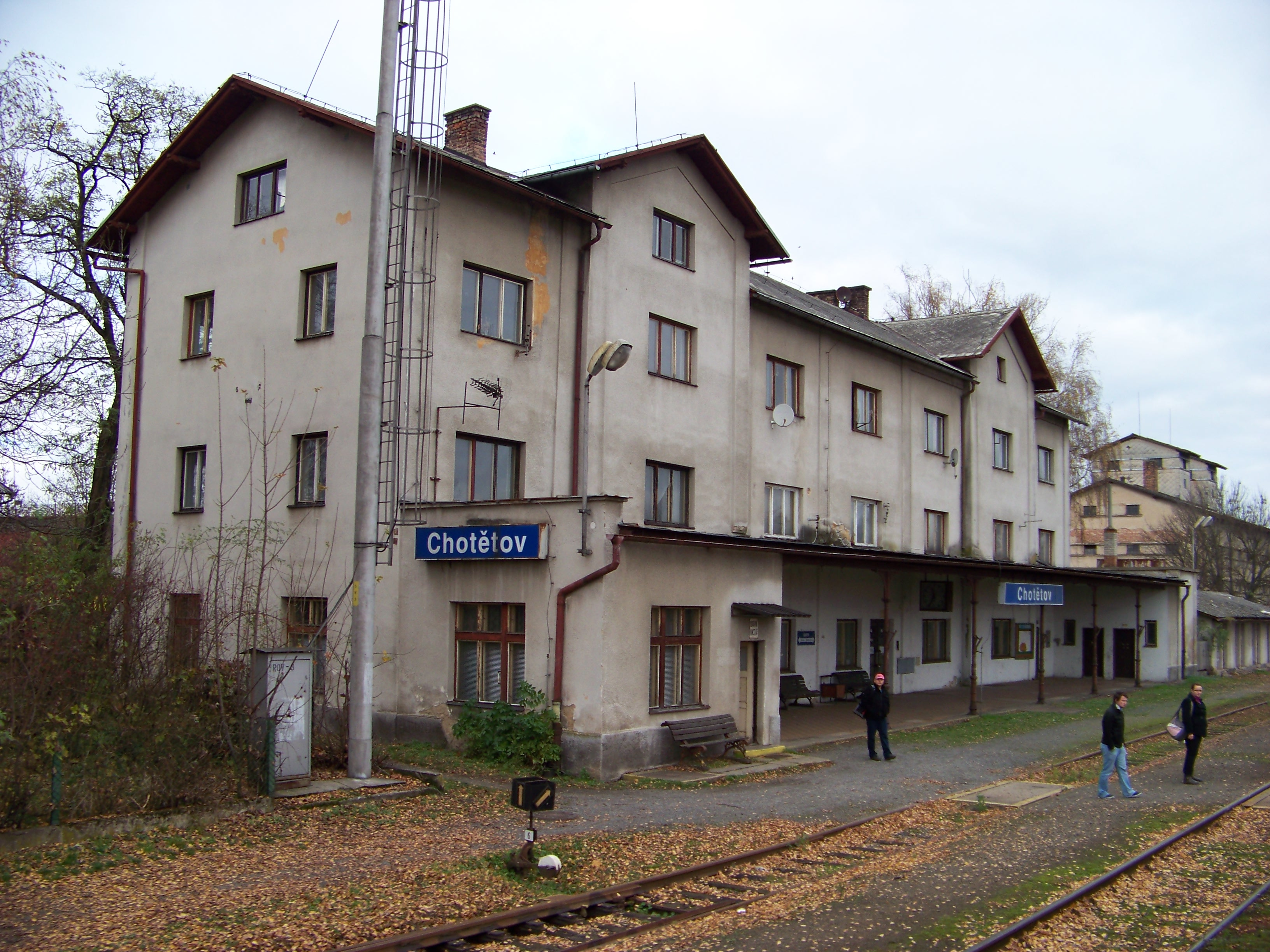
Chotětov
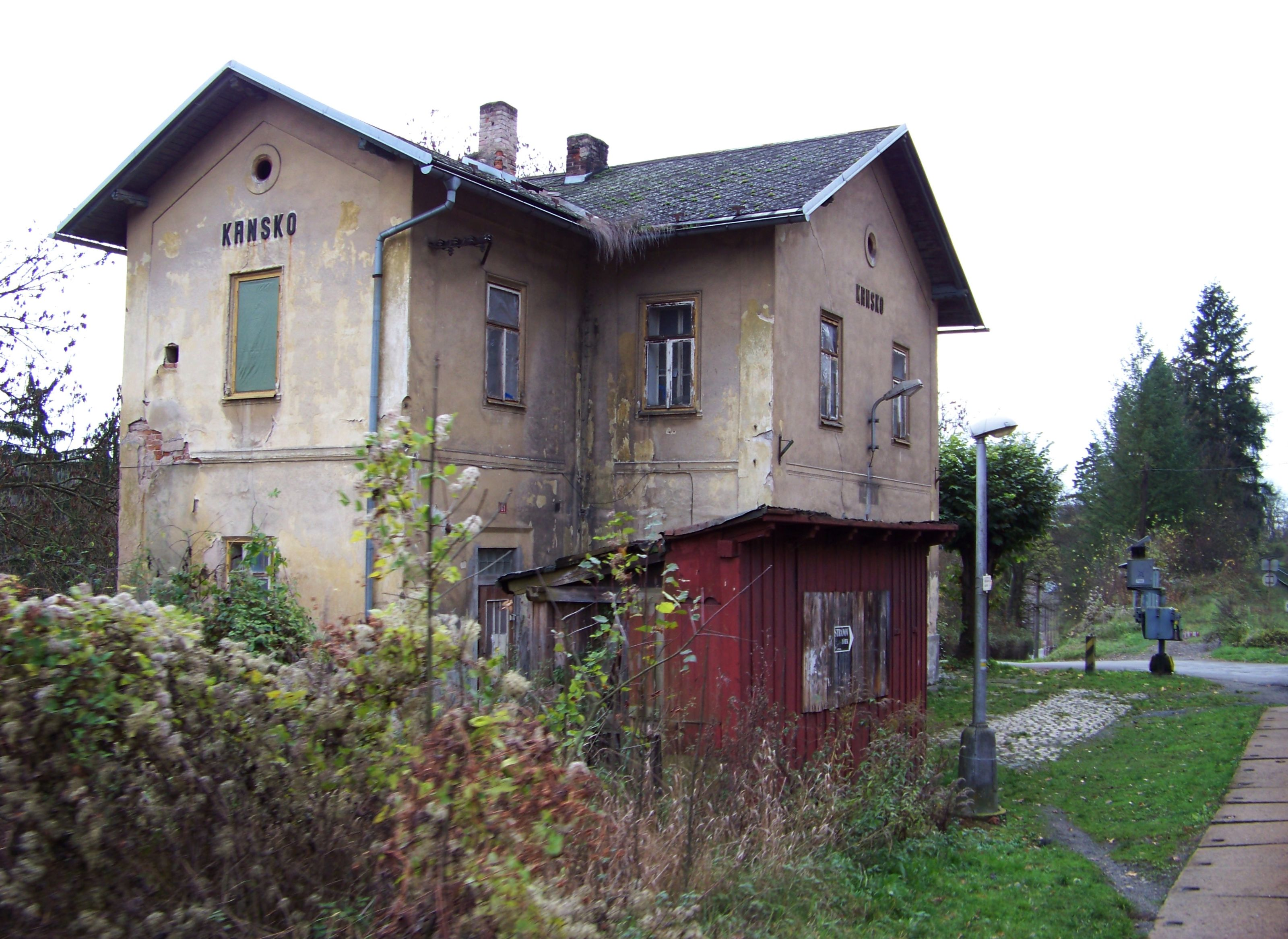
Krnsko
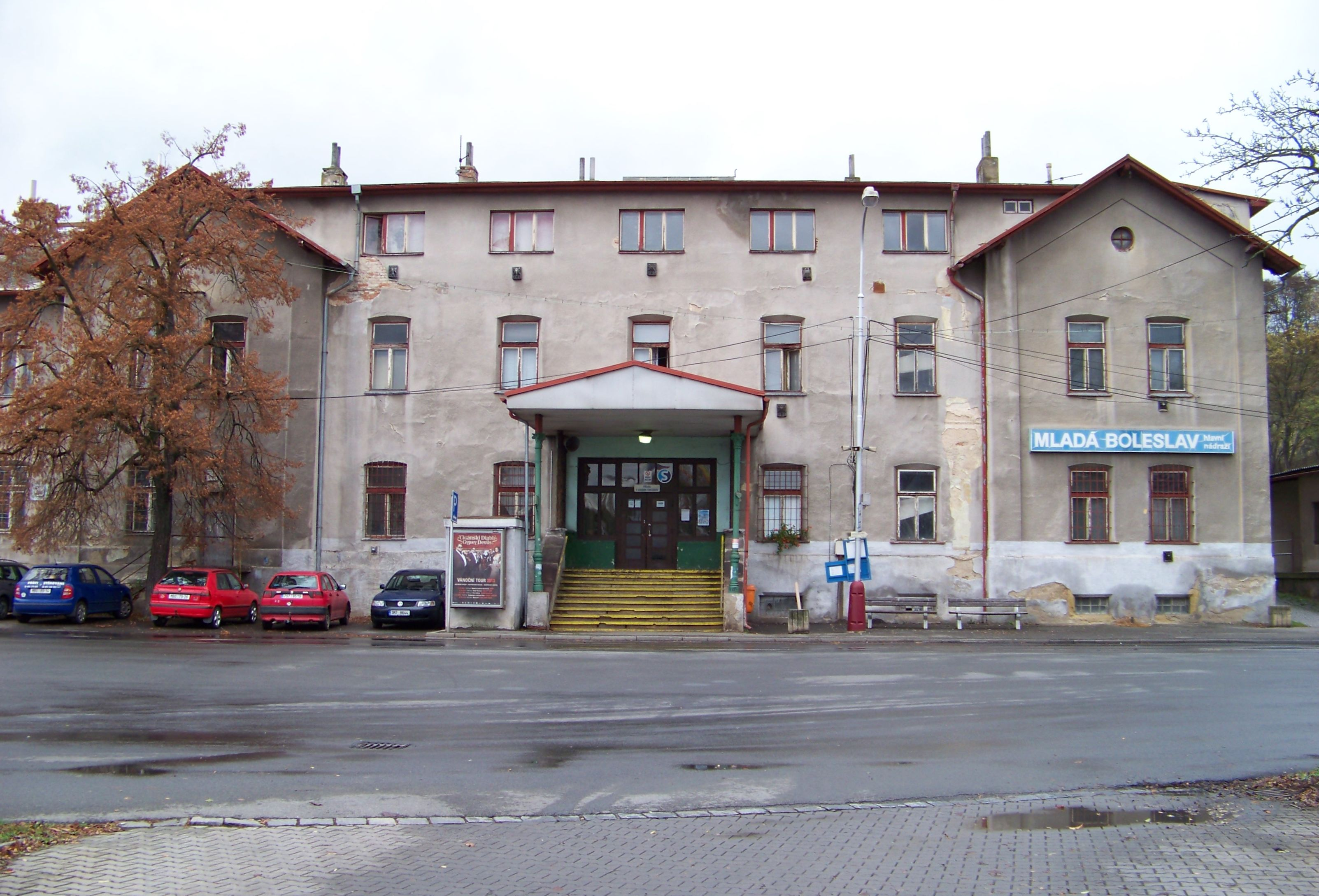
Mladá Boleslav hlavní nádraží
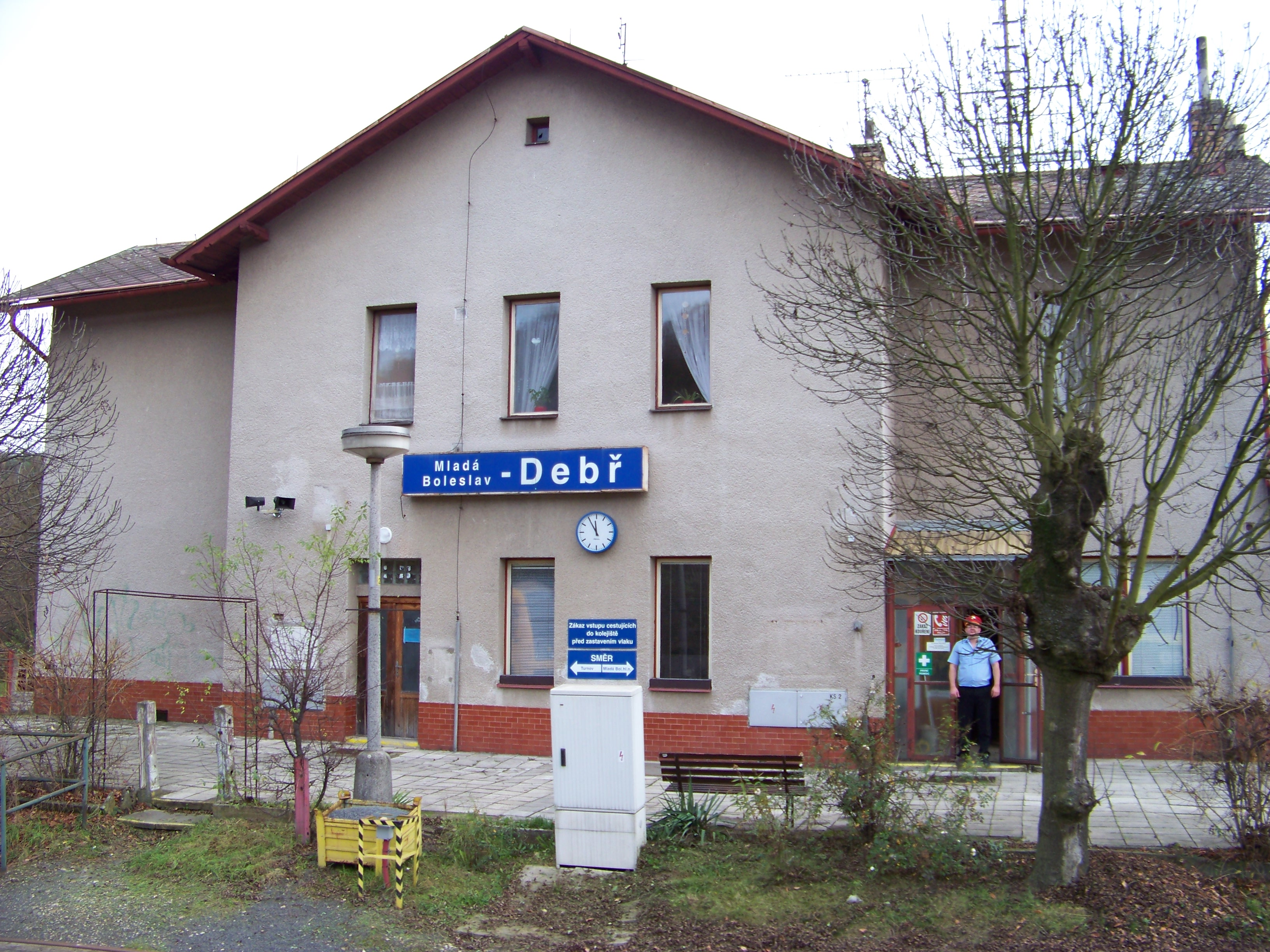
Mladá Boleslav-Debř
Bakov nad Jizerou
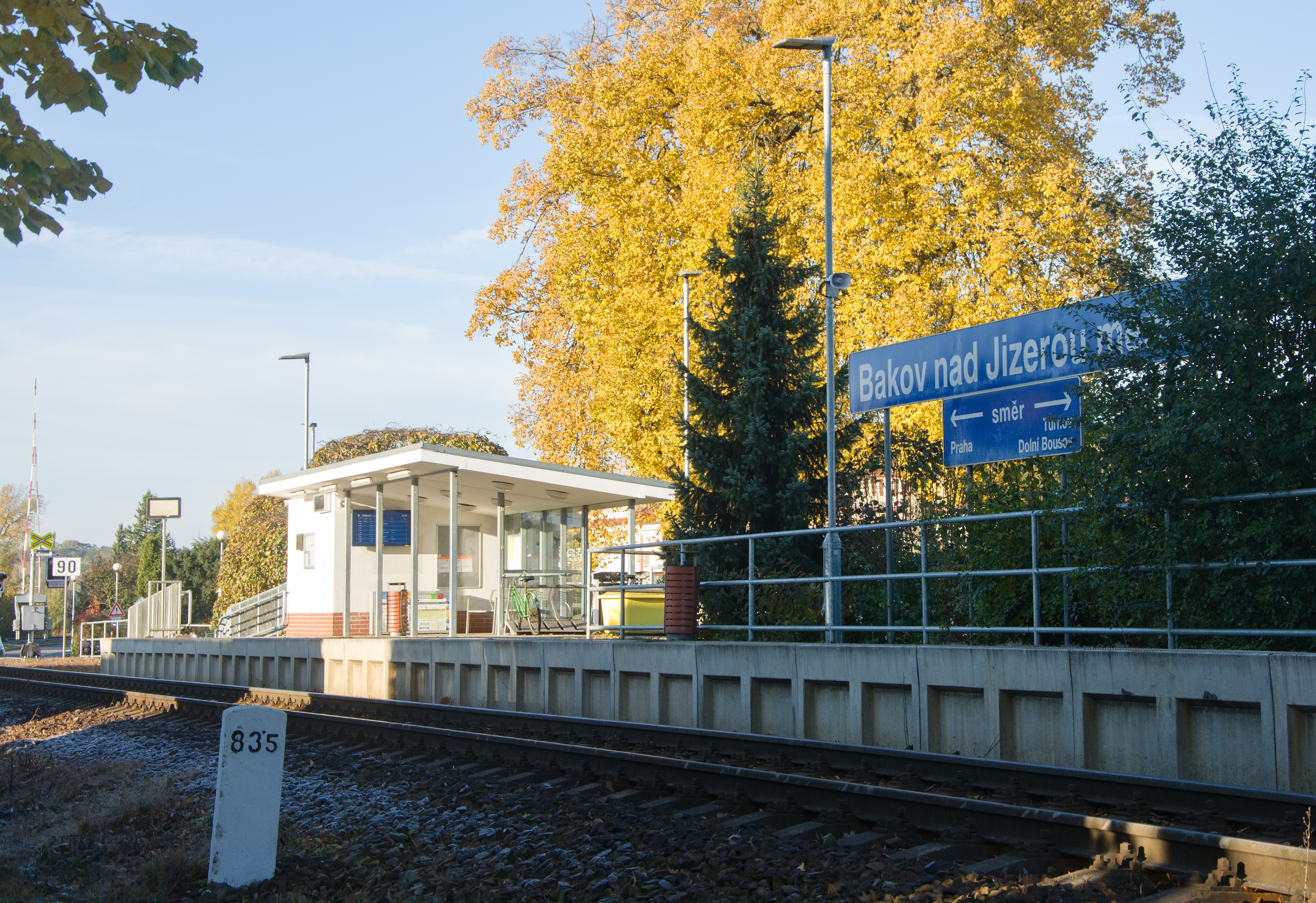
Bakov nad Jizerou město
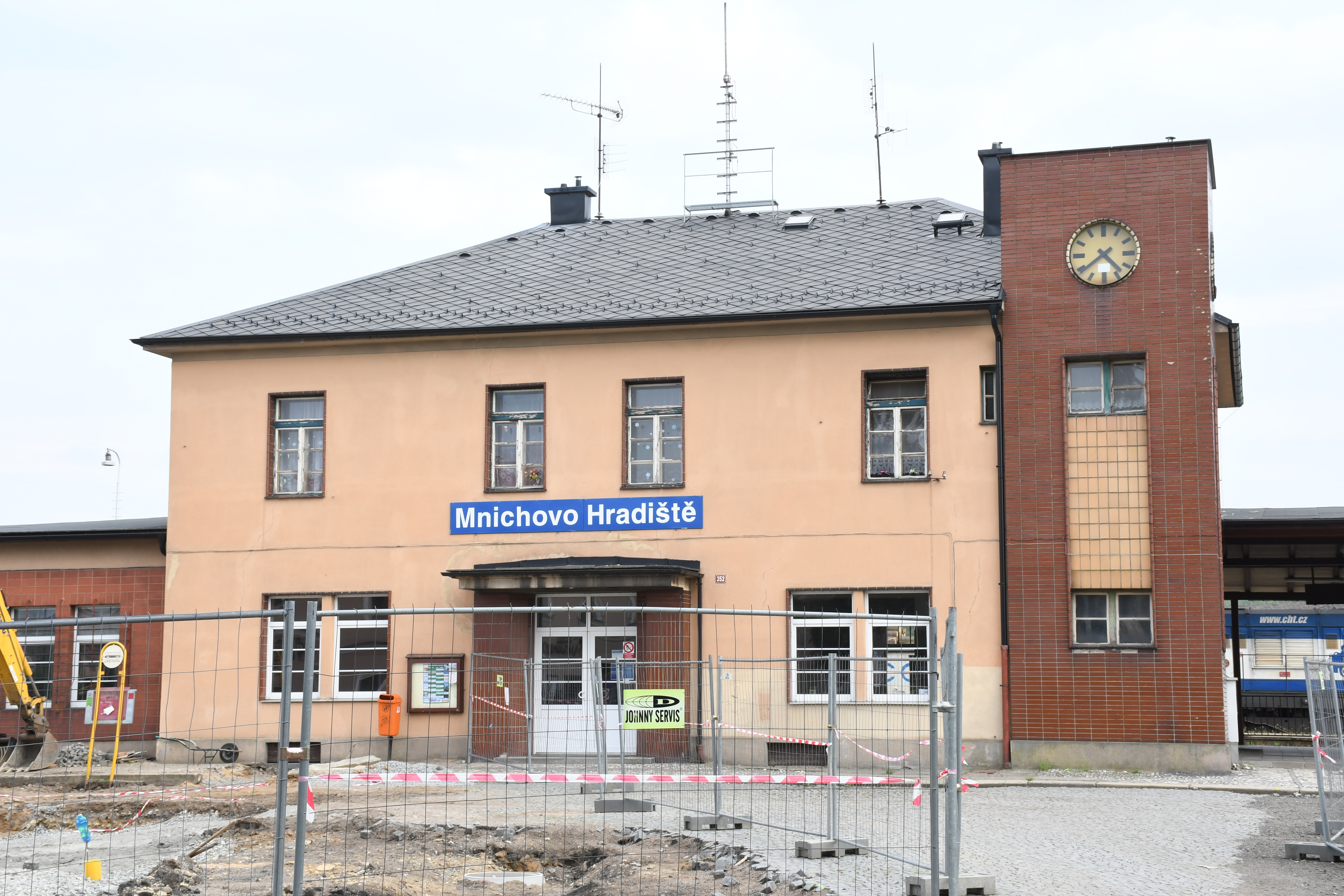
Mnichovo Hradiště
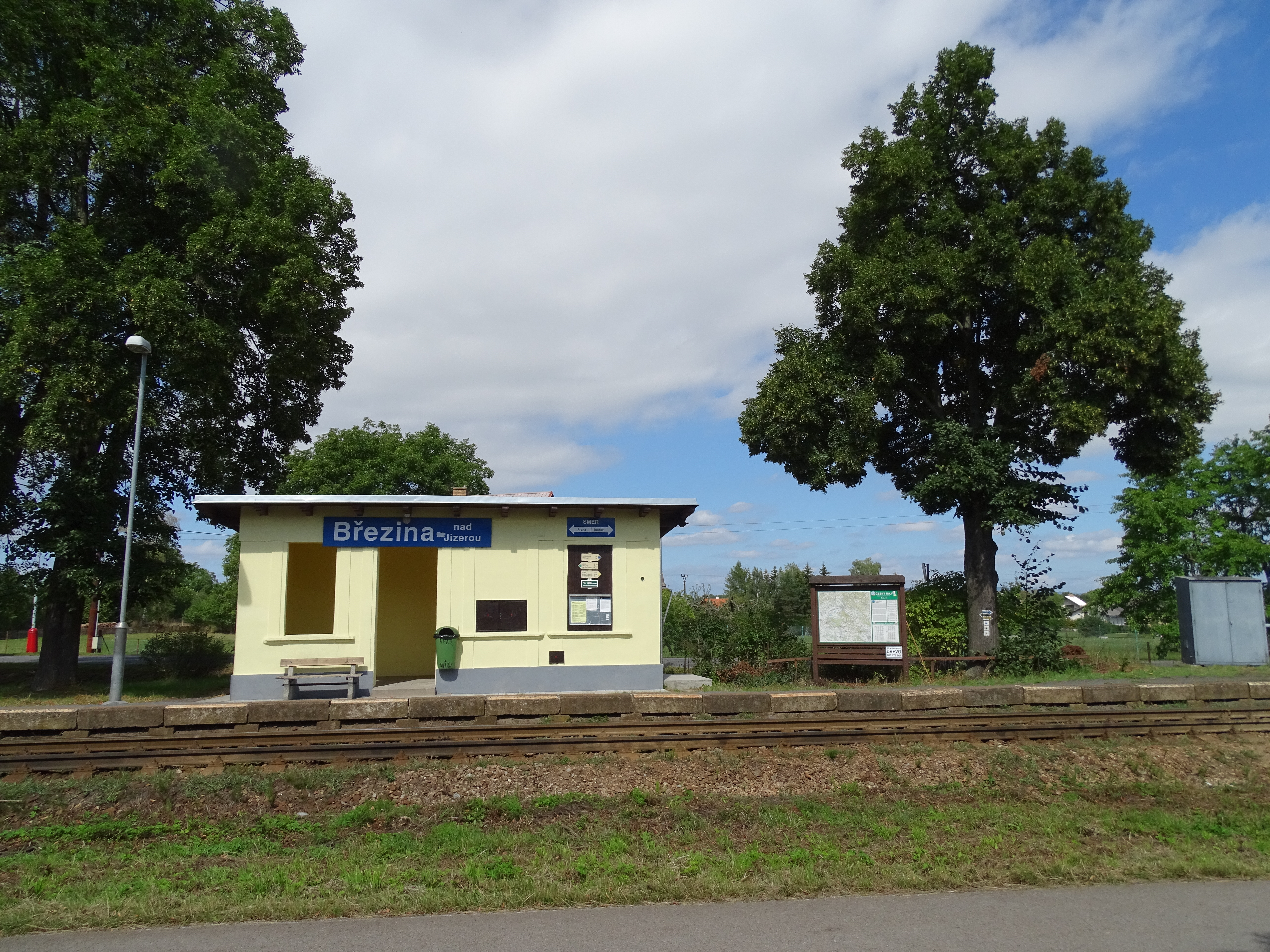
Březina nad Jizerou
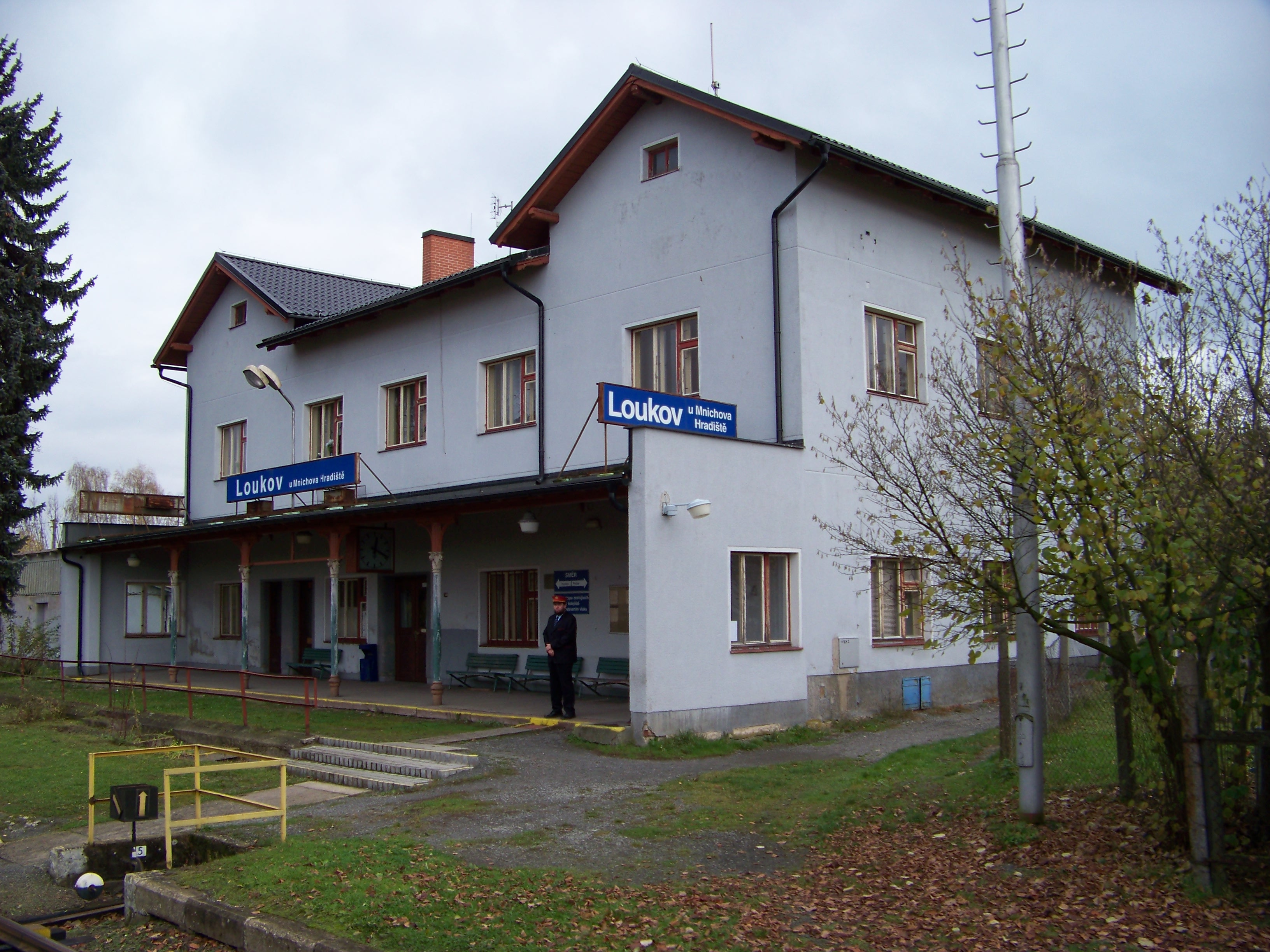
Loukov u Mnichova Hradiště
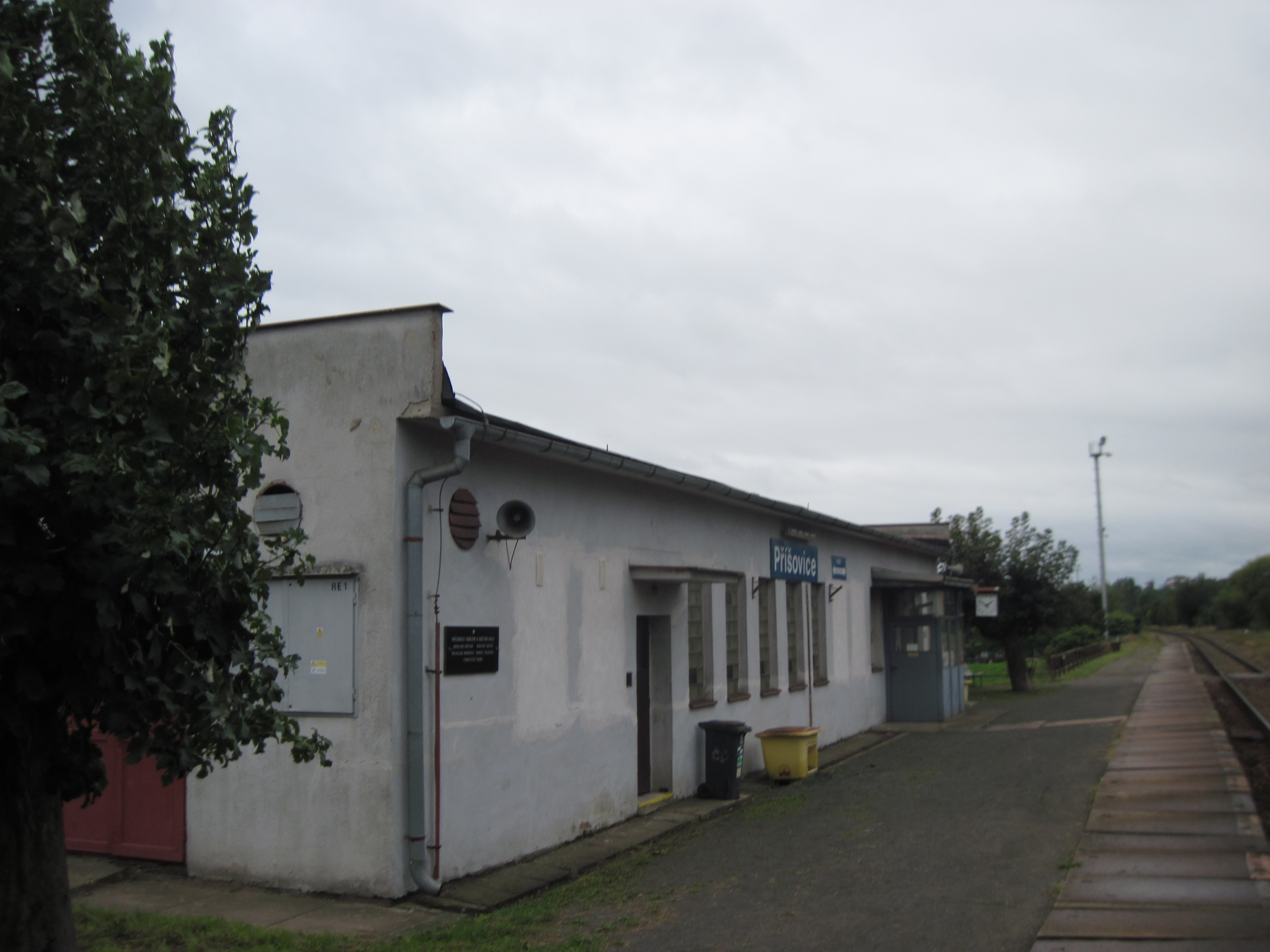
Příšovice
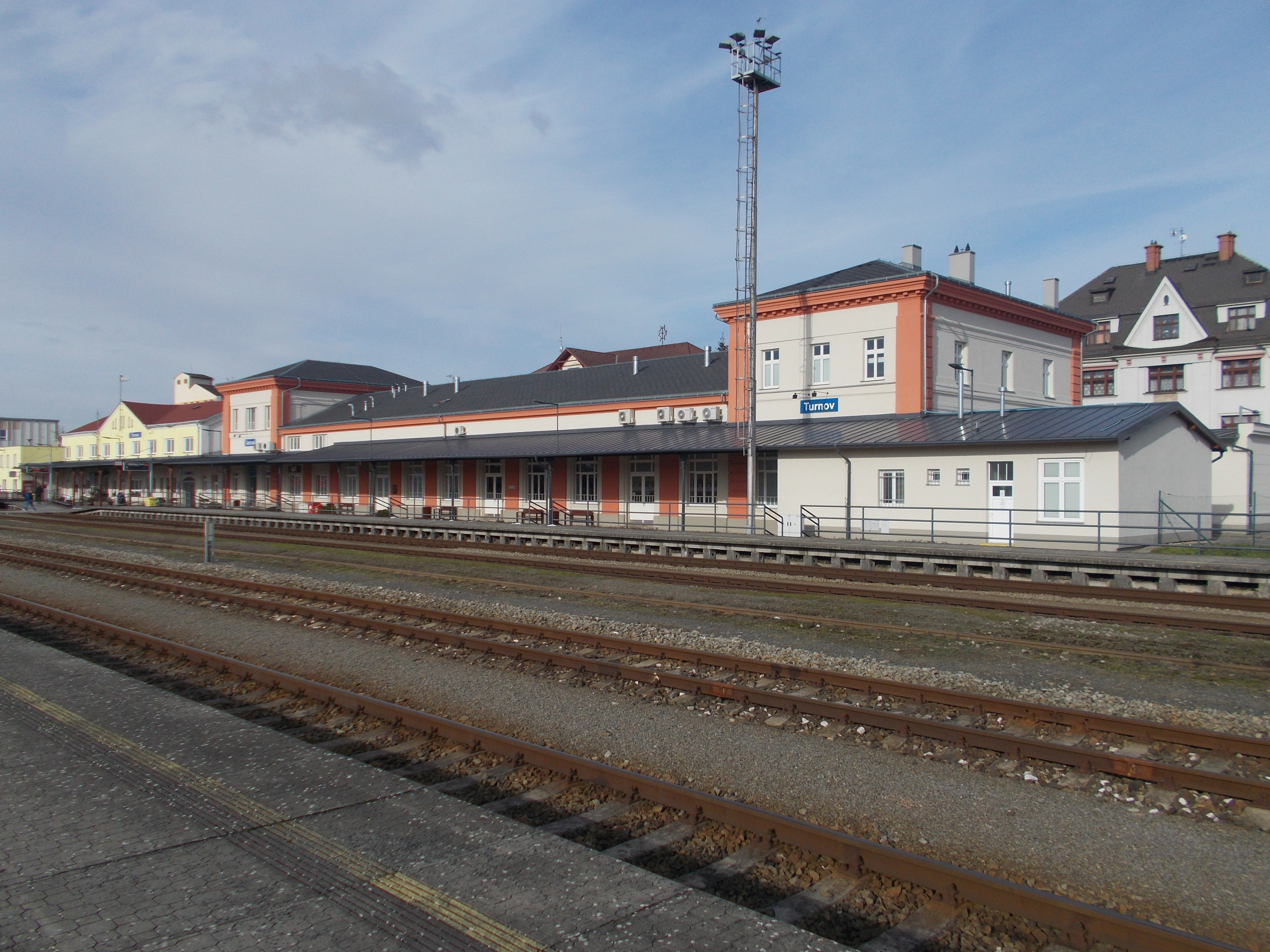
Turnov